# Список эпизодов телесериала «Великолепный век. Империя Кёсем»
Список эпизодов турецкого исторического телесериала «Великолепный век: Империя Кёсем», выходившего с 12 ноября 2015 года по 27 июня 2017 года на телеканалах Star TV и FOX.

## Обзор сезонов
| Сезон | Сезон | Количество серий | Оригинальная дата показа | Оригинальная дата показа |
| Сезон | Сезон | Количество серий | Премьера сезона          | Финал сезона             |
| ----- | ----- | ---------------- | ------------------------ | ------------------------ |
|       | 1     | 30               | 12 ноября 2015           | 9 июня 2016              |
|       | 2     | 30               | 18 ноября 2016           | 27 июня 2017             |

## Список серий

### Сезон 1 (2015—2016)
| № | #  | Название                                                       | Режиссёр                                                      | Сценарист                                 | Зрители Турции (в миллионах) | Оригинальная дата показа |
| --- | -- | -------------------------------------------------------------- | ------------------------------------------------------------- | ----------------------------------------- | ---------------------------- | ------------------------ |
| 1 | 1  | «Aslan, Kurt ve Kuzu» «Лев, волк и ягнёнок»                    | Ягыз Альп Акайдын, Мерт Байкал, Дениз Колош, Зейнеп Гюнай Тан | Нюкет Бычакчы, Йылмаз Шахин               | 5,8                          | 12 ноября 2015           |
| 1603 год. Султан Мехмед III, в самом начале правления которого были преданы смерти 19 его братьев, казнит старшего из своих сыновей — шехзаде Махмуда, рождённого от наложницы Халиме-султан. Смерть брата ввергает Ахмеда, с детства живущего в страхе перед отцом, в глубокую печаль. Желая утешить внука, валиде Сафие Султан показывает ему сокровища, привезённые со всего мира. Среди них Ахмед замечает портрет девушки, и Сафие, видя заинтересованность внука, приказывает доставить девушку в султанский дворец. Вскоре шехзаде Ахмеда вызывают в султанские покои, где в связи со смертью Мехмеда III Сафие провозглашает его султаном. Султанскому оруженосцу Дервишу Мехмеду-аге удается уговорить Ахмеда принять участие в церемонии «джюлюс». Вопреки законам страны и требованиям матери Хандан-султан, Ахмед отказывается казнить младшего брата Мустафу. В это время с острова Кефалония подручный Сафие Насух-ага похищает дочь венецианского купца Анастасию. Настя, не желающая покидать родных, по пути в Стамбул пытается сбежать, но натыкается на разбойников Джелали. Девушку спасает янычар-новобранец Алекс, который влюбляется в девушку и обещает разыскать её в столице. Во дворце начинают подозревать, что предыдущий султан умер не своей смертью. Анастасия предстаёт перед Сафие и получает новое имя — Махпейкер. Напуганная страшилками о султане в гареме, Махпейкер встречается с Ахмедом, но не подозревает, кто перед ней. После вечерних празднеств падишах отправляется в подземелье кормить льва, подаренного братьями Гераями, и на него совершается первое покушение. Понимая, что ему не удержаться на троне, Ахмед просит шейх-уль-ислама выдать фетву на казнь брата. Мать Мустафы, Халиме, решается на побег из дворца вместе с детьми. Махпейкер отправляется на хальвет к повелителю. |    |                                                                |                                                               |                                           |                              |                          |
| 2 | 2  | «Alametler ve Mucizeler» «Приметы и чудеса»                    | Ягыз Альп Акайдын, Мерт Байкал                                | Нюкет Бычакчы, Йылмаз Шахин, Севги Йылмаз | 4,7                          | 19 ноября 2015           |
| Проснувшись в покоях султана, Настя обнаруживает свой портрет и обвиняет Ахмеда в том, что по его приказу её похитили из дома. Настю переселяют на этаж для фавориток, однако скоро становится ясно, что хальвета не было, и она возвращается на веранду наложниц. Алекс получает имя Искендер и назначение в корпус новичков-янычар, во главе которого стоит Зюльфикар-ага. Настя, видевшая, как Халиме по потайному ходу сбегает из дворца, тоже собирается бежать, однако её обнаруживает Дженнет — калфа гарема и служанка Сафие. Настя просит Дженнет отправить письмо её семье. Али узнаёт, что Искендер солгал о своём происхождении. К Ахмеду приводят гадалку, которая говорит, что его власть под угрозой и угрожает султану его брат. Халиме собирается укрыться у Джелали, однако попадает в руки Шахина Герая, который таким образом собирается вернуть крымский трон своему брату. В Стамбуле назревает бунт из-за того, что сипахам не раздали бакшиш. Сафие отговаривает Ахмеда от казни брата, поскольку Мустафа — единственное будущее династии в отсутствие у султана сыновей. Шейх-уль-ислам отказывается выдать фетву на казнь Мустафы, однако Ахмед узнаёт о связи муфтия с Сафие. Халиме и Мустафа оказываются в темнице, остальных заговорщиков Ахмед казнит. Махфируз отправляется на хальвет к султану, однако среди ночи Ахмед прогоняет её. Между Махфируз и Настей происходит драка, за которую Настя оказывается в темнице, откуда её вызволяет Ахмед. Фахрие, дочь Сафие, просит султана не отправлять её мать в Старый дворец. Ахмед отправляет к брату палачей, однако во время грозы он видит призрак брата Махмуда и вовремя спасает Мустафу. |    |                                                                |                                                               |                                           |                              |                          |
| 3 | 3  | «Adalet Kulesi» «Башня Справедливости»                         | Ягыз Альп Акайдын, Мерт Байкал                                | Нюкет Бычакчы, Йылмаз Шахин, Севги Йылмаз | 4,1                          | 26 ноября 2015           |
| Настя находит потайной ход и становится свидетельницей убийства главного лекаря Рейханом-агой. В Стамбуле происходит бунт из-за невыплаты церемониального бакшиша воинам. Сафие предлагает Ахмеду помощь в обмен на возвращение из Старого дворца. Рейхан-ага избавляется от Насти, бросив её в Босфор, однако её спасает Гёльге. Шейх Азиз Махмуд Хюдайи усмиряет воинов у султанского дворца. Халиме, прощённая султаном, предлагает Хандан союз против Сафие. Фахрие тайно встречается с Мехмедом Гераем, о чём узнаёт Шахин Герай. Хаджи-ага прибывает в Стамбул из Египта, но обещанных сокровищ для выплаты бакшиша при нём нет. Шахин Герай уговаривает брата отказаться от связи с Фахрие, однако Мехмед готов отказаться от крымского трона ради брака с Фахрие. Во время церемониального обеда янычары и сипахи, узнавшие, что бакшиша не будет, нападают на султана. Ахмед вынужден заключить договор с Сафие. Хандан соглашается на союз с Халиме и узнаёт от неё имена всех сторонников Сафие. Ахмед высылает из дворца всех слуг Сафие и снимает с должностей всех её сторонников-пашей. Ахмед берёт Искендера в партнёры для тренировок. |    |                                                                |                                                               |                                           |                              |                          |
| 4 | 4  | «Kaderin İpleri» «Судьба женщины»                              | Ягыз Альп Акайдын, Мерт Байкал                                | Нюкет Бычакчы, Йылмаз Шахин               | 4,4                          | 3 декабря 2015           |
| Сафие-султан делает Дервишу заманчивое предложение о браке с Фахрие, и он принимает его. Халиме готовит план мести своим врагам, в первую очередь — братьям Гераям. Настя узнаёт, что Дженнет обманула её и не отправила письма её родным. Настя идёт к султану и в отчаянии выбрасывает письма с балкона. Шаесте, обиженная на Настю из-за срыва хальвета, набрасывается на неё и избивает. В корпус янычар приводят дезертира, который сообщает агам, что положение гораздо серьёзнее и мятежники не так безобидны, как кажется. Ахмед оставляет судьбу Шаесте в руках Насти, которая прощает её. Ахмед назначает на должность капудана-паши Дервиша. Дервиш находит у себя в покоях письмо Мехмеда Герая к Фахрие и становится свидетелем их тайного свидания. Шахин Герай встречается с главой мятежников Календероглу и заключает с ним союз. Настя приходит в тайный сад и натыкается там на Искендера. |    |                                                                |                                                               |                                           |                              |                          |
| 5 | 5  | «Çiçeklerin Ateşi» «Пламенный цветок»                          | Ягыз Альп Акайдын, Мерт Байкал                                | Нюкет Бычакчы, Йылмаз Шахин               | 3,6                          | 10 декабря 2015          |
| Искендер соглашается помочь Насте с побегом. Мехмед Герай оказывается в темнице из-за связи с Фахрие-султан. Фахрие отправляется к султану и просит его пощадить ханзаде. Дервиш, поддавшись на уговоры Фахрие, устраивает встречу возлюбленных, во время которой Фахрие обещает покончить жизнь самоубийством, если Мехмеда казнят. Шахин Герай спасает брата во время казни, однако взамен султан собирается отправить Мехмеда в Крым, где его тоже ждёт смерть. Настя оставляет в покоях султана прощальное письмо, в котором сообщает об убийстве султана Мехмеда III, однако оно попадает в руки Рейхана. Рейхан пытается убить девушку, но Дервиш спасает её и сбрасывает в пропасть главного евнуха. Искандера избивают на улице, когда он идёт на помощь Насте. Шахин Герай находит решение проблемы брата и решается заразить Ахмеда оспой при помощи Фахрие-султан. Фахрие решается помочь Шахину, чтобы спасти любимого, однако помимо Ахмеда, отравленный лукум съедает и шехзаде Мустафа. Настя проводит ночь с султаном и выбирается из дворца вместе с Шаесте. Во время встречи Дервиша и Шахина выясняется, что именно Дервиш отравил султана Мехмеда III. Ахмед заражается оспой. |    |                                                                |                                                               |                                           |                              |                          |
| 6 | 6  | «İnkırâzın Eşiğinde» «На грани исчезновения»                   | Ягыз Альп Акайдын, Мерт Байкал                                | Нюкет Бычакчы, Йылмаз Шахин               | 4,4                          | 17 декабря 2015          |
| Сбежав из дворца, Настя говорит Шахесте, что любит Ахмеда и не может бросить его. Девушки решают вернуться через потайной ход, но в этот момент их обнаруживает патруль янычар. Шахесте погибает, а Настю спасает Гёльге. Во дворце Настю валиде обвиняет в отравлении султана и приказывает пытать её, пока не признается. Бюльбюль-ага обнаруживает труп чашнигира-аги и сообщает о том, что во дворце началась эпидемия оспы. Покои с больным Ахмедом закрываются на карантин. Искендер возвращается в корпус и говорит Али, что Настя передумала бежать, потому что любит султана. Шахин Герай рассказывает брату о болезни Ахмеда. Шехзаде Мустафа заболевает оспой, и Халиме отправляет свою служанку Менекше за местной знахаркой, а сама запирается вместе с больным сыном. Настю освобождает из темницы Гёльге, и Хандан соглашается допустить её в покои Ахмеда, где султан на время открывает глаза. Сафие узнаёт, что Фахрие отравила султана. Опасаясь смерти обоих внуков, она решает выпустить из темницы Мехмеда Герая, чтобы поддержать его кандидатуру на османский трон, на который он взойдёт после свадьбы с Фахрие. Хаджи-ага отправляет в Эдирне беременную наложницу Рашу-хатун, однако она попадает в плен к мятежникам Джелали. Зюльфикар-ага попадает в плен во время наступления армии Календероглу на Стамбул, а провокация людей Шахина Герая и неудачная уловка Дервиша приводят к массовому бунту в столице. Дервиш, перед тем, как отправиться на защиту дворца, признаётся Хандан, что отравил султана Мехмеда III ради безопасности её сына. Настя собирается выйти к бунтовщикам, чтобы успокоить их. |    |                                                                |                                                               |                                           |                              |                          |
| 7 | 7  | «Masumiyetin Gücü» «Сила невинности»                           | Ягыз Альп Акайдын, Мерт Байкал                                | Нюкет Бычакчы, Йылмаз Шахин               | 4,6                          | 24 декабря 2015          |
| Махпейкер удаётся заставить бунтовщиков разойтись с помощью обещаний, хотя сама она чуть не погибает от выстрела одного из мятежников. Находившийся среди толпы народа купец Энзо, который прибыл в Стамбул на поиски своей дочери, просит стражника Насипа-агу помочь ему. Между братьями Гераями происходит ссора, а Зюльфикар-ага после переговоров с Календероглу сбегает из лагеря Джелали. Сафие на глазах у Дервиша встречается с пашами и предлагает им кандидатуру Мехмеда Герая на османский трон. Провидица приходит в дворец и излечивает от оспы Мустафу. Шахин успешно просит Сунуллаха-эфенди поддержать его кандидатуру. Бюльбюль-ага и Сафие вместе вспоминают про казнь братьев по приказу султана Мехмеда III и то, что один из них, возможно, выжил. Махпейкер удаётся уговорить гадалку спасти от оспы султана, но на определённых условиях. Оправившийся от болезни Ахмед выходит к народу в день раздачи жалованья, что рушит планы Шахина Герая. Настя получает новое имя — Кёсем, принимает у Махмуда Хюдайи ислам и проводит время рядом с султаном. Дервиш сажает в зиндан братьев ханзаде, а султан лично наказывает стрелявшего в Кёсем мятежника. Мустафа рассказывает брату, что его хотели посадить на султанский трон. Хандан просит Дервиша уйти в отставку, а Кёсем сообщает Сафие, что она поддерживает решение Ахмеда насчёт её высылки в Старый дворец. |    |                                                                |                                                               |                                           |                              |                          |
| 8 | 8  | «Sultanların Savaşı» «Война султанш»                           | Ягыз Альп Акайдын, Мерт Байкал                                | Нюкет Бычакчы, Йылмаз Шахин               | 3,4                          | 7 января 2016            |
| Ахмед дарит Кёсем украшение в виде тюльпана — символа династии Османов. Дженнет-калфа показывает Сафие султан переданное Энзо Насипу-аге кольцо матери Кёсем. Пока султан решает выступить в поход против Джелали, Кёсем обнаруживает испорченный красной краской свой портрет и идёт разбираться к Сафие. Дервиш посещает братьев Гераев в зиндане, а Сафие успешно прибегает к хитрости, чтобы остаться в Топкапы. Ахмед во время посещения корпуса янычар встречается с Зюльфикаром-агой и после его рассказа тайно отправляется с Искендером и вооружёнными людьми, чтобы вызволить из плена Рашу-хатун. Халиме встречается с сипахами и за это Хандан султан высылает её в Старый Дворец. Султан спасает из плена мятежников свою беременную наложницу, а благодаря Кёсем, срывается подготовленное Хаджи-агой и валиде покушение на Мустафу. Фахрие получает от Рейхана-аги, который выжил, письма Дервиша-паши к Шахину Гераю и шантажирует самого Дервиша, требуя освободить ханзаде. Халиме возвращается в Топкапы, согласившись молчать про покушение на своего сына. Хаджи-ага избавляется от ненужного свидетеля, которым оказывается хазнедар Дуду-хатун, а Хандан просит Кёсем скрыть правду от своего сына. Ахмед возвращается с Рашой-хатун, что вызывает неприятие со стороны Кёсем. Сафие шантажирует Кёсем её же отцом, требуя, чтобы Ахмед узнал правду о покушении на своего брата и отменил приказ о её высылке в Старый Дворец. |    |                                                                |                                                               |                                           |                              |                          |
| 9 | 9  | «Rüzgar Eken Fırtına Biçer!» «Кто сеет ветер, тот пожнёт бурю» | Ягыз Альп Акайдын, Мерт Байкал                                | Нюкет Бычакчы, Йылмаз Шахин               | 2,7                          | 14 января 2016           |
| Хандан узнаёт от Дервиша-паши, что Фахрие знает о его причастности к убийству султана Мехмеда III. Сафие предлагает Халиме союз, а заодно и напоминает про беременность Раши-хатун. Султан выслушивает просьбу Дервиша об освобождении братьев Гераев и узнаёт про смерть Дуду-хатун. Мехмед Герай получает от Фахрие письмо, в котором не сообщается об освобождении его брата Шахина. Мустафа на глазах у Кёсем пытается рассказать брату про покушение на его жизнь. На празднике в гареме, Менекше добавляет в напиток специальный отвар, чтобы спровоцировать выкидыш у получившей новое имя Махфирузе — Раши-хатун, однако эта попытка завершается неудачей. Султан даёт понять Кёсем, что именно Махфирузе родит первенца, а утром даёт аудиенцию австрийскому послу. Кёсем узнаёт от Дженнет о том, что её отца прячут в подвале Жемчужного павильона, но Сафие пресекает попытку его освобождения. Дервиш освобождает Мехмеда Герая из заключения и ханзаде становится наследником трона Крымского ханства. На тренировке с Ахмедом, Искендер знакомится с Сафие. Рейхан-ага посещает Дервиша в таверне и сообщает ему о причастности Фахрие к заражению оспой султана и шехзаде Мустафы. После проведённой ночи с Ахмедом, Кёсем раскрывает правду перед султаном, что приводит Ахмеда в бешенство, вследствие чего, Хандан отчитывает Кёсем, а Сафие остаётся в Топкапы. Пока Дервиш-паша сообщает валиде о её ссылке в Старый Дворец, Кёсем совершает неудачную попытку спасти отравленного по приказу Сафие своего отца. |    |                                                                |                                                               |                                           |                              |                          |
| 10 | 10 | «Ölüm ve Doğum» «Смерть и рождение»                            | Ягыз Альп Акайдын, Мерт Байкал                                | Нюкет Бычакчы, Йылмаз Шахин               | 2,9                          | 21 января 2016           |
| Кесем приходит в себя в своих же покоях и затем идёт в покои Сафие, где клянётся отомстить за смерть своего отца. Проходит некоторое время. Дервиш навещает Хандан в Старом дворце и рассказывает ей про близость Сафие к Ахмеду. В гареме появляется польская наложница по имени Катерина, с помощью которой Сафие намеревается вытеснить из сердца султана любовь к Кёсем. Пока султан назначает Зюльфикара-агу новым хранителем покоев, Хаджи-ага застаёт Насипа-агу и Дженнет-калфу вместе и бросает их в темницу. Стражника предают казни и точно такая же участь ждёт калфу. Но Дженнет обещает раскрыть перед Кёсем связанную с Сафие тайну, да и султан по совету своей бабушки принимает решение — выдать Дженнет замуж. Мехмед Герай в ходе встречи с Рейханом обсуждает, как спасти из заточения Шахина. Прибывший в Стамбул сераскир Куюджу Мурат-паша ставит на место городского жителя, сын которого вынужден промышлять воровством, и встречается с Повелителем. Халиме рассказывает Кёсем про то, как из-за интриг Сафие султан Дженнет получила ожоги на своём лице. Кёсем ведёт беседу с Искандером, который при этом узнаёт, кто создал для его рубашку — оберег. В Старом дворце Хандан знакомит Кёсем с калфой Кумру-хатун, вылившей в своё время яд на подушку Дженнет, а Фахрие выходит замуж за Дервиша-пашу. Пока Ахмед видится со своею матерью, Кёсем устраивает встречу Дженнет с Кумру. Махфирузе рождает первенца, которому Ахмед даёт имя — Осман. Дженнет возвращает Кёсем кольцо её матери и рассказывает, что Фахрие заразила оспой султана и шехзаде Мустафу. |    |                                                                |                                                               |                                           |                              |                          |
| 11 | 11 | «Güneş Doğuyor» «Рождение солнца»                              | Ягыз Альп Акайдын, Мерт Байкал                                | Нюкет Бычакчы, Йылмаз Шахин               | 3                            | 28 января 2016           |
| Кёсем в сопровождении Хаджи-аги прибывает во дворец Фахрие и там получает от Дженнет новость, что дочь Сафие-султан исчезла. Сафие вынуждена скрыть от Ахмеда правду о побеге Фахрие. Кёсем жалуется султану на Катерину, а Хандан застаёт Халиме в покоях Махфирузе. Дервишу сообщают про неудавшееся покушение на жизнь Шахина Герая. Куюджу Мурат-паша дарит Повелителю свою саблю и рассказывает ему про участие его прапрадеда султана Сулеймана Великолепного в Сигетварском походе, а в Стамбул приходит весть о поражении Насуха-паши в битве с Джелали. Дервиш-паша пресекает попытку побега Шахина Герая и возвращает в свой дворец Фахрие. Султану снится то, как он проигрывает в поединке рыцарю Запада, а Искендер посещает Салаатина-бея. Сафие советует Куюджу Мурату-паше защитить перед султаном Насуха-пашу. Шахину Гераю удаётся сбежать из зиндана, а Кёсем во время посещения обители Хюдайи, узнаёт о том, что ждёт ребёнка от Ахмеда. Султан отчитывает Кёсем за то, что она попыталась выслать в Старый Дворец Катерину, и узнаёт о победах в войне с Австрией. Кёсем сообщает Сафие про то, что она осведомлена о причастности Фахрие к заражению оспой султана и шехзаде Мустафы. Султан дарит Кёсем принадлежавшую Хюррем-султан корону, а Дженнет оставляет Сафие и переходит на сторону Кёсем. |    |                                                                |                                                               |                                           |                              |                          |
| 12 | 12 | «Gözyaşı Sarayı» «Дворец слёз»                                 | Ягыз Альп Акайдын, Мерт Байкал                                | Нюкет Бычакчы, Йылмаз Шахин               | 2,9                          | 4 февраля 2016           |
| Кёсем появляется в гареме с короной Хюррем-султан на голове, а Сафие даёт Фахрие возможность сбежать в дергях прямо перед приездом Ахмеда во дворец. Куюджу Мурат-паша знакомит Кёсем с Гюрбюзом-агой, приставленным к Сафие с целью, чтобы следить за нею. Ахмед разочарован тем, что Кёсем изменилась не в лучшую сторону, и узнаёт от Зюльфикяра-аги о местонахождении Фахрие. Сафие поселяется в Старом Дворце и встречается с Хандан. Фахрие вынуждена раскрыть перед Повелителем всю правду. Дервиш-паша отчитывает Зюльфикяра-агу, а Насух-паша получает помилование от султана. У Кёсем рождается первенец по имени Мехмед, однако Ахмед по-прежнему недоволен ею. Между Дервишем-пашой и великим визирем происходит конфликт. Кёсем рассказывает Ахмеду про смерть своего отца из-за интриг Сафие, а Мехмед Герай навещает Фахрие в обители. Повелитель лишает Сафие средств к существованию и возвращает в Топкапы свою мать. Фахрие узнаёт от матери о предательстве Дервиша-паши. В отсутствие Повелителя Соколлузаде Лала Мехмед-паша умирает от отравления на глазах у Дервиша, а Кёсем находит своего сына на руках у Сафие. |    |                                                                |                                                               |                                           |                              |                          |
| 13 | 13 | «Kalp Ağrısı» «Боль сердца»                                    | Ягыз Альп Акайдын, Мерт Байкал                                | Нюкет Бычакчы, Йылмаз Шахин               | 2,8                          | 11 февраля 2016          |
| Сафие рассказывает Кёсем притчу и покидает Топкапы. Гёльге погибает, а Зюльфикяр-ага бросает в тюрьму Дервиша-пашу, что категорически не нравится Хандан. Пока Кёсем наказывает всех тех, кто участвовал в ночном проникновении Сафие во дворец, султан выражает перед Куюджу Муратом-пашой недовольство условиями мира с Австрией. Халиме выражает радость по поводу предстоящей гибели Фахрие, а Хандан навещает Дервиша в темнице. Ахмед возвращается, узнав о смерти великого визиря и причастности к этому Дервиша-паши. Шахин Герай и Кёсем навещают Фахрие в дергяхе. Сафие получает подарок от Кёсем в виде чёрного траурного платка, а Ахмед встречается с Дервишем в тюрьме. Гюрбюз-ага рассказывает Кёсем про приезд в Старый Дворец Менекше. Мехмед Герай спасает своего брата от поимки. Султан объявляет, что сам решит, кому быть великим визирем, а Дервиша оговаривают в смерти Соколлузаде Лала Мехмеда-паши. Кёсем навещает семью Мелеки, девочки-нищенки из обители Хюдайи, и просит Зюльфикара-агу о помощи в поимке Фахрие. Сафие не успевает прийти на помощь своей дочери, которую Мехмед Герай отдаёт в руки Зюльфикара-аги, свидетелем чему становится Кёсем. |    |                                                                |                                                               |                                           |                              |                          |
| 14 | 14 | «Ok Yaydan Çıktı!» «Жребий брошен»                             | Ягыз Альп Акайдын, Мерт Байкал                                | Нюкет Бычакчы, Йылмаз Шахин               | 3,1                          | 18 февраля 2016          |
| Султан прощает Дервиша-пашу, но на определённых условиях. Кёсем не даёт Сафие возможности встретиться с Ахмедом, а сам Ахмед отдаёт Фахрие Дервишу. Менекше подслушивает разговор Кёсем и Дженнет, а Сафие встречается с Насухом-пашой в своей тайной сокровищнице. Дервиш-паша убивает Фахрие ядом. Халиме навещает Сафие с целью союза насчёт возведения шехзаде Мустафы на трон. В Старый дворец доставляют гроб с телом Фахрие, после чего Сафие в ходе поездки в Топкапы обвиняет своего внука в жестокости. Мехмед Герай выдаёт своего брата Зюльфикару-аге и встречается с Повелителем. Бюльбюль-ага встречается с Кёсем, а шехзаде Мустафа при помощи своей матери имитирует болезнь. Сафие встречается с пашами и сипахами, а султан отправляется в военный поход против мятежников Джелали. Халиме получает рекомендации от Бюльбюля-аги, а Куюджу Мурат-паша рассказывает Повелителю притчу. Махфирузе вместе с Османом навещает Хандан султан и жалуется на Кёсем. Кёсем, благодаря халатности Бюльбюля-аги, находит тайную сокровищницу Сафие. Во время военного похода Насух-паша совершает неудачное покушение на султана, однако помимо Ахмеда ранение получает также и Дервиш-паша. Ночью Сафие с помощью верных людей захватывает Топкапы и занимает личные покои султана. Бюльбюль-ага получает приказ привести Мустафу, а заодно и убить Халиме. |    |                                                                |                                                               |                                           |                              |                          |
| 15 | 15 | «En Uzun Gece» «Самая долгая ночь»                             | Ягыз Альп Акайдын, Мерт Байкал                                | Нюкет Бычакчы, Йылмаз Шахин               | 3,6                          | 25 февраля 2016          |
| Халиме отказывает отдавать сына Бюльбюлю, но тот силой уводит Мустафу. Один из людей Сафие ранит Халиме кинжалом. Кёсем и Зюльфикяр проникают во дворец через потайной ход. В покои Хандан врываются мятежники, а следом за ними — вооружённая факелом Кёсем и Зюльфикяр. Во время побега из дворца Махфирузе убивает бунтовщик. Зюльфикар попадает в руки Сафие-султан, но быстро освобождается из плена. По Стамбулу распространяется весть о смерти Ахмеда. Дильруба прорывается в покои к брату, где их находит Кёсем. По настоянию Куюджу-паши Ахмед решает вернуться в столицу вместе с раненым Дервишем; главой армии Ахмед назначает Насуха-пашу. Сафие в ярости приказывает убить всех, кроме Мустафы. По пути в дергях Хюдайи на карету Кёсем нападают сипахи, но шехзаде и султанш спасает Мехмед Герай. Понимая, что в дергяхе их будут искать в первую очередь, Кёсем отправляется в дом Мелеки. Утром Дильруба уводит Мустафу обратно во дворец. Кёсем отправляется в погоню за Мустафой, но Дильруба выдаёт её страже Сафие. Стража врывается в дом Мелеки, но никого не находит. Сафие приказывает казнить Кёсем. Мустафу собираются провозгласить султаном, но во время церемонии во дворец прибывает Ахмед и, обнаружив на своём троне брата, приходит в ярость. Поняв, что её план провалился, Сафие решает отравиться, но её вовремя находит Ахмед. По приказу султана Куюджу Мурад казнит бунтовщиков во дворце. Мехмед Герай отводит султана в дом Мелеки, где они обнаруживают Кёсем, которую спас Бюльбюль. Кёсем забирает шехзаде Османа в свои покои. Шехзаде Мустафу отселяют от матери по приказу Хандан. В Диване начинается борьба за должность великого визиря. Хандан начинает возмущать самостоятельность Кёсем. Понимая, что спокойной жизни не будет, пока жив Мустафа, под влиянием совета Куюджу Мурата-паши Ахмед отправляет палачей к брату.                                                                   |    |                                                                |                                                               |                                           |                              |                          |
| 16 | 16 | «Yaralı Kuş» «Раненая птица»                                   | Ягыз Альп Акайдын, Мерт Байкал                                | Нюкет Бычакчы, Йылмаз Шахин               | 3                            | 3 марта 2016             |
| Мустафа вовремя сбегает из покоев, пытаясь найти раненого голубя. Ахмед, терзаемый муками совести и детскими воспоминаниями, обещает Мустафе, что никогда не казнит его. Хандан развязывает войну против Кёсем. Сафие отправляют в заключение в Девичью башню. Кёсем предлагает Ахмеду назначить на должность великого визиря Куюджу Мурада-пашу, Хандан — Дервиша-пашу. Мустафу по приказу Ахмеда заточают в особняке Сырча. Кёсем милует Бюльбюля, чем вызывает гнев Хандан. Дервиш компрометирует Куюджу перед султаном, однако в защиту Куюджу выступает Зюльфикар. Хандан назначает на должность главной хазнедар Дженнет-калфу. По просьбе Сафие в Стамбул вызывают одну из её дочерей — Хюмашах-султан. Дервиш становится великим визирем, а Куюджу — главнокомандующим армии. Дервиш организовывает нападение на Мехмеда Герая, однако тому удаётся спастись и рассказать Кёсем о причастности Дервиша к смерти султана Мехмеда III. Насух-паша устраивает ловушку Кёсем, но её спасает вернувшийся в столицу Искендер. |    |                                                                |                                                               |                                           |                              |                          |
| 17 | 17 | «Sırların Gölgesinde» «Под сенью тайн»                         | Ягыз Альп Акайдын, Мерт Байкал                                | Нюкет Бычакчы, Йылмаз Шахин               | 2,8                          | 10 марта 2016            |
| Дервиш отчитывает Хаджи-агу, подозревающего связь между ним и Хандан. Кёсем забирает во дворец осиротевшую Мелике. Хандан получает записку с угрозами и подозревает, что это Кёсем отправила её. На Эйджен в хаммаме нападает одна из наложниц, однако Эйджен убивает её и оказывается в темнице. Ахмед приставляет Искендера следить за Сафие Султан. Кёсем рассказывает Зюльфикяру обо всём, что узнала от Рейхана. Дженнет-хатун свидетельствует в защиту Эйджен и Хандан понимает, что та по прежнему верна Кёсем. Дервиш-паша убивает Рейхана. Во дворец прибывает дочь Сафие, Хюмашах Султан. Хаджи-ага сталкивается с Халиме, когда та тайно навещает сына. Чтобы остаться в Топкапы, Халиме раскрывает Кёсем тайну Хандан и Дервиша. Салаатин-бей обещает Искендеру отвести его к его семье. Хюмашах встречается с матерью. Мехмеда Герая отправляют в Крым. Кёсем угрожает Хандан и в припадке ярости та ударяет Кёсем футляром для писем. Хандан говорит Хюмашах, что Кёсем напала на неё. |    |                                                                |                                                               |                                           |                              |                          |
| 18 | 18 | «Kırmızı Kaftan» «Красный кафтан»                              | Ягыз Альп Акайдын, Мерт Байкал                                | Нюкет Бычакчы, Йылмаз Шахин               | 2,8                          | 17 марта 2016            |
| Куюджу рассказывает Мехмеду Гераю значение красного кафтана: если султан надевает его на совет Дивана, то кто-то будет казнён. Хюмашах рассказывает султану о произошедшем в покоях валиде. Кёсем говорит Хандан, что будет молчать о её отношениях с Дервишем, если валиде расскажет сыну правду о смерти его отца. Хандан и Дервиш решают избавиться ото всех, кто знает о том, что султана Мехмеда отравили. Менекше становится свидетельницей похищения Хаджи-аги. Зюльфикяр-ага оказывается отравленным по приказу Дервиша, однако его спасает Хюмашах Султан. Кёсем, полагая, что её тоже отравили, узнаёт, что ждёт ребёнка. Мехмеда Герая, в которого выпускают стрелу, спасает доспех. Спасённый Халиме Хаджи появляется в покоях валиде, где Хандан ужинает с сыном и Кёсем. Хандан вынуждена рассказать правду о Дервише. Бюльбюль узнаёт, что Искендер — спасённый сын Сафие Султан, и отдаёт приказ убить дедушку Салааттина. Ахмед отправляется во дворец великого визиря и собирается убить спящего Дервиша, однако детские воспоминания не дают ему это сделать. Хюмашах узнаёт правду о Искендере. Узнав о предстоящей казни, Хандан отправляется к Дервишу и рассказывает ему о своих чувствах. Султан надевает на заседание дивана красный кафтан и выполняет обещание, когда-то данное Дервишу — казнит его собственноручно. |    |                                                                |                                                               |                                           |                              |                          |
| 19 | 19 | «Gönül Evinde Yas!» «Траур в сердце»                           | Ягыз Альп Акайдын, Мерт Байкал                                | Нюкет Бычакчы, Йылмаз Шахин               | 2,7                          | 24 марта 2016            |
| Кёсем просит Халиме не рассказывать султану об отношениях Хандан и Дервиша Мехмеда-паши. Хюмашах не может решиться отдать письмо Бюльбюлю матери. Сафие просит дочь помочь ей сбежать. Куюджу Мурад-паша становится великим визирем. Дильруба рассказывает султану об отношениях Дервиша с его матерью и о том, что Кёсем знала об этом. Бюльбюль рассказывает Хюмашах о том, как спас её брата. Ради безопасности Искендера, Хюмашах приказывает Бюльбюлю молчать. Ахмед требует объяснения от Кёсем, которая выгораживает Хандан. Кёсем запрещает Халиме видеться с сыном. Поняв, что Ахмед знает о ней и Дервише, Хандан запирается в покоях и выпивает яд. Ахмед просит Хюмашах остаться во дворце и управлять гаремом. Расстроенный Ахмед по предложению Хюмашах отправляется на охоту в Эдирне. На охоте на глазах у Искендера и Мехмеда Герая Повелитель сбегает от охраны и попадает в неприятности. Кёсем, вопреки приказу Хюмашах, покидает дворец. Зюльфикяр отправляется в погоню за султаншей, но выбирает не ту дорогу. Султан приказывает великому визирю отправиться на подавление восстания Джелали. Кёсем попадает в западню, устроенную Хюмашах. |    |                                                                |                                                               |                                           |                              |                          |
| 20 | 20 | «Kayıp Şehzadeler Zamanı» «Эпоха исчезнувших шехзаде»          | Ягыз Альп Акайдын, Мерт Байкал                                | Нюкет Бычакчы, Йылмаз Шахин               | 2,8                          | 31 марта 2016            |
| В обмен на смену тюрьмы, Сафие обещает Ахмеду помочь в поисках Кёсем. Халиме говорит Зюльфикяру, что Хюмашах замешана в похищении Кёсем, но хранитель покоев не верит ей. Кёсем совершает неудачную попытку побега. Халиме угрозами заставляет Хаджи помочь ей пробраться к больному сыну, где её застаёт Хюмашах. Узнав от подручных Сафие о местонахождении Кёсем, Искендер тайком пробирается в лагерь. В этот момент в лагерь врывается султанский отряд. Кёсем получает свободу. Прибывший в Стамбул наместник Египта Хасан-паша обещает раскрыть султану все грязные дела Хюмашах, если она разведётся с ним. Узнав, что Хюмашах забрала шехзаде в свои покои, Кёсем приходит в ярость. Ахмед переводит Сафие из Девичьей башни в Старый дворец. Искендер заговаривает с Кёсем о своих чувствах к ней, но та советует ему вести себя по правилам. Кёсем шантажом и угрозами переманивает на свою сторону Насуха-пашу. Куюджу выдаёт султану сторонников Сафие. Хюмашах рассказывает матери, что Искендер её сын. Ахмед собирается строить собственную мечеть, проект которой вызывает немало вопросов в Диване. Насух-паша признаётся Сафие в предательстве. Хюмашах отправляется к мужу, чтобы отыскать компромат, который есть у Хасана-паши. Хасан-паша нападает на Хюмашах, однако Зюльфикар вовремя приходит ей на помощь. Хюмашах, которую шантажирует Кёсем, говорит султану, что не будет разводиться и хочет вернуться с мужем в Египет. Ахмед назначает Кёсем главой гарема и отдаёт ей покои валиде-султан. Сафие планирует посадить на трон Искендера. У Мустафы, много лет прожившего в кафесе, проявляются признаки сумасшествия. |    |                                                                |                                                               |                                           |                              |                          |
| 21 | 21 | «Feleğin Çemberi…» «Колесо судьбы»                             | Ягыз Альп Акайдын, Мерт Байкал                                | Нюкет Бычакчы, Йылмаз Шахин               | 2,6                          | 7 апреля 2016            |
| Прошло 10 лет. Халиме и Дильрубе с трудом удаётся уговорить Мустафу покинуть особняк на время праздников, поскольку он считает, что его казнят. Между шехзаде Османом и шехзаде Мехмедом нарастает напряжение. На празднике в дворцовом саду Дильруба просит султана покончить с заточением брата. Бюльбюль подслушивает разговор главного лекаря с Хаджи-агой, который просит ничего не говорить Кёсем о болезни султана. Халиме собирается выдать Дильрубу замуж за великого визиря Халиля-пашу. Осман навещает Сафие Султан, которая настраивает его против Кёсем. Кёсем предостерегает Османа от общения с Сафие и позднее навещает саму султаншу в Старом Дворце. Ахмед вспоминает про победу Куюджу Мурада-паши над Джелали, свидетелем которой был Искендер в своё время. Мехмед Герай, находящийся в бегах из-за захвата крымского трона, оказывается в заточении в Едикуле. Кёсем узнаёт о подарке Хюмашах и о том, что именно Искендер доставил наложницу султану. Ахмед узнаёт о болезни младшего сына и возвращается с охоты в Стамбул. Ахмед возвращает Мустафу в Топкапы. По предложению дочери Халиме отправляет к сыну наложницу, но Мустафа, терзаемый Пинханом-агой, убивает девушку. Халиме понимает, что Мустафа болен. Дильруба с помощью Менекше решает избавиться от тела девушки, но случается непредвиденное, и султанша просит помощи у Кара Давуда-паши. Зюльфикяр начинает подозревать, что у жены роман с Искендером, и Хюмашах вынуждена открыть ему правду. Ясемин вновь отправляется в покои повелителя. Сафие говорит Хюмашах, что Ясемин родная сестра Кёсем. В комнате Ясемин на этаже фавориток Кёсем находит тетрадь с рисунками, на которых изображена Кефалония. Ясемин подливает яд в лекарство султана. |    |                                                                |                                                               |                                           |                              |                          |
| 22 | 22 | «Kardeş Kavgası…» «Братская ссора»                             | Ягыз Альп Акайдын, Мерт Байкал                                | Йылмаз Шахин                              | 2,5                          | 14 апреля 2016           |
| Сафие тайно встречается с лалой шехзаде Османа, чтобы организовать заговор против Кёсем. Мехмед Герай говорит Кёсем, что жизнь Ахмеда под угрозой. Халиме организовывает Халилю-паше встречу с Дильрубой, которую прерывает Кара Давуд. На рынке Осман спасает русскую рабыню Ангелию и приводит её во дворец. Дильруба намекает матери, что Халиль-паша неподходящий жених. Дженнет собирается выйти замуж за лалу Омера-пашу. Ангелия получает имя Мелексима. Зюльфикяр отчитывает Искендера за общение с Сафие, а самой Сафие даёт понять, что знает правду о Искендере. Кёсем узнаёт о болезни султана и начинает подозревать, что Ахмеда отравили. Кёсем с пристрастием допрашивает Ясемин, однако добиться правды ей не удаётся. Дильруба тайно встречается с Кара Давудом-пашой, который рассказывает ей о своих чувствах. Мехмед говорит Осману о своих чувствах к Ангелии. Ахмед пытается сблизиться с Мустафой. Хюмашах находит у Ясемин яд и та рассказывает о приказе Сафие Султан. Искендер говорит Мелеки, что любит другую и просит её больше не приходить. Ясемин рассказывает султану о допросе Кёсем. Айше рассказывает Мехмеду, что Мелексима была на хальвете у Османа, из-за чего между братьями происходит драка. Кёсем пытается утешить своего старшего сына. Дильруба предлагает Кара Давуду жениться на ней в обмен на помощь по возведению на трон Мустафы. Ахмед с братом и сыновьями посещает открытие своей мечети. Кёсем отдаёт приказ избавиться от Ясемин и узнаёт от Сафие, что та её родная сестра. |    |                                                                |                                                               |                                           |                              |                          |
| 23 | 23 | «Kanlı Ay!» «Кровавая луна»                                    | Ягыз Альп Акайдын, Мерт Байкал                                | Йылмаз Шахин                              | 2,6                          | 21 апреля 2016           |
| На глазах у Хаджи-аги Ясемин узнаёт о раскрытии её тайны и скачет на лошади с испорченными поводьями, что приводит её к гибели. Шехзаде Мехмед и Осман посещают корпус янычар, что ещё больше делает пропасть в отношениях между ими. Кёсем глубоко опечалена смертью сестры, свидетелем этого становится Искендер. Султан после встречи с Зюльфикаром и Хюмашах узнаёт о смерти Ясемин, а Кёсем находит в покоях сестры свой совместный с Ахмедом портрет. Сафие находит в доме у Искендера портрет Кёсем и рассказывает об этом Бюльбюлю-аге. Зюльфикар навещает Мехмеда Герая, после чего на него совершается покушение. Ахмед рассказывает Кёсем про произошедшую на его глазах драку между Османом и Мехмедом. Искендер не находит в себе сил, чтобы убить Сафие, и узнаёт правду, что он является сыном султана Мурада III. Тайно женившийся на Дильрубе Кара Давуд-паша признаётся в верности Халиме. Зюльфикар признаётся Кёсем, что Сафие хочет возвести на престол Искендера. Кёсем находит настоящее имя Искендера в дворцовых книгах и затем встречается с ним. Происходит восход на небосклоне кровавого месяца, свидетелем чего является Кёсем, узнавшая, что дни султана Ахмеда сочтены. |    |                                                                |                                                               |                                           |                              |                          |
| 24 | 24 | «Kış Bahçesi» «Зимний сад»                                     | Ягыз Альп Акайдын, Мерт Байкал                                | Йылмаз Шахин                              | 2,3                          | 28 апреля 2016           |
| Повелителю снится, что он видит на своём троне спящую Кёсем. Ахмед просыпается и находит на балконе Кёсем, вспомнившую про предсказание старой знахарки. Утром султан после молитвы в Голубой мечети узнаёт от Кёсем правду о Искендере и последнего насильно приводят в Топкапы, несмотря на противодействие Сафие. Хюмашах вынуждена оправдываться перед своим племянником, а просьба Сафие помиловать Искендера оказывается отклонена. Ахмед объявляет о браке Дильрубы и Кара Давуда, что не нравится великому визирю, и встречается с Зюльфикаром-пашой. Выясняется, что Хаджи-ага обнаружил портрет Кёсем в доме Искендера и показал его Ахмеду. Искендер получает помилование от Ахмеда, а после Зюльфикар совершает имитацию его казни и похорон. Сафие получает подарок от Повелителя и понимает, что её сын мёртв. Ахмед дарит Мехмеду и Осману лошадей и советует им сохранить во что бы ни стало мирные отношения. В покоях валиде Кёсем и Повелитель собирают вместе своих детей. Султан заключает никях с Кёсем, однако утром ему становится плохо и он умирает на руках Кёсем в тайном саду. |    |                                                                |                                                               |                                           |                              |                          |
| 25 | 25 | «Ekber ve Erşed!» «Закон Экбера и Эршед»                       | Ягыз Альп Акайдын, Мерт Байкал                                | Йылмаз Шахин                              | 2,7                          | 5 мая 2016               |
| Находясь в покоях с мёртвым Ахмедом, Кёсем пишет подложное завещание, согласно которому престол переходит в руки самого старшего в роду Османов. После чего она на совещании с членами совета дивана предлагает кандидатуру шехзаде Мустафы и показывает Зюльфикару-паше тело Ахмеда. Дильруба спасает Кара Давуда-пашу от своего брата, которому почудились немые палачи. Халиме узнаёт от Кёсем о принятых решениях, а Сафие узнаёт от Зюльфикара о смерти своего внука-султана. Осман находит утешение рядом с Мелексимой, а Мехмед выражает перед Кёсем опасения насчёт своей жизни. Мустафа узнаёт про смерть своего брата-повелителя. Осман выступает против решения Кёсем и позднее пытается сбежать из дворца. На церемонии восхождения на трон все становятся свидетелями того, как Мустафа приказывает показать ему тело Ахмеда. По приказу Халиме все дети Кёсем мужского пола оказываются в заточении, а сама Кёсем оказывается в ссылке в Старом Дворце, что радует Сафие. Менекше становится хазнедар, что, однако, многим не нравится. Халиме отклоняет просьбу Сафие о перезахоронении тела Искендера и ставит на место своего больного сына-султана. Сафие раскапывает мнимую могилу своего сына, а сам Искендер встречается с Зюльфикаром. Пока в дергяхе Кёсем отклоняет просьбу Мехмеда Герая о союзе, на неё готовится покушение по приказу Халиме. |    |                                                                |                                                               |                                           |                              |                          |
| 26 | 26 | «Divane Padişah» «Безумный падишах»                            | Ягыз Альп Акайдын, Мерт Байкал                                | Йылмаз Шахин                              | 2,6                          | 12 мая 2016              |
| Из-за Мелеки срывается покушение на жизнь Кёсем, однако погибает Гюрбюз-ага. Пока Мустафе становится плохо, Османа по причине неудавшегося побега на время заключают в темницу. Зюльфикар вынужден раскрыть перед Сафие и Хюмашах правду, что Искендер жив. На глазах у Халиме Дженнет вынуждена оговорить Кёсем и она оказывается на время в заключении. Сафие и её сын воссоединяются, а Мехмед вслед за Османом узнаёт, что Кёсем написала подложное султанское завещание. Халиме отсылает в Старый дворец всех людей Кёсем, за исключением Дженнет-калфы. Та в своём письме сообщает Кёсем, что всё ещё верна ей, и подменивает лекарство Мустафы. Хюмашах узнаёт от Зюльфикара о безумии Повелителя. Пока Кёсем берёт в заложники Дильрубу, с Мустафой случается очередной приступ болезни, во время которого он сбегает на городской рынок, свидетелем чему становится Зюльфикар-паша. Сафие принимает предложение Халиме о устранении Кёсем, а Искендер встречается в таверне с Мехмедом Гераем. Кара Давуд берёт в заложники Зюльфикара и приказывает пытать его. Ханзаде сбегает из заключения, а Халиме отдаёт приказ о казни шехзаде Османа, Мехмеда и их младших братьев. Сафие делает неудачную попытку задержать в Старом дворце Кёсем. Хюмашах спасает из плена своего мужа. Сама Кёсем проникает в Топкапы с верными людьми и требует от Халиме объяснения. |    |                                                                |                                                               |                                           |                              |                          |
| 27 | 27 | «Genç Osman!» «Молодой Осман»                                  | Ягыз Альп Акайдын, Мерт Байкал                                | Йылмаз Шахин                              | 2,4                          | 19 мая 2016              |
| Кёсем обнаруживает, что Кара Давуд-паша ради любви к Дильрубе предотвратил казнь её детей. Мустафу запирают в кафесе, Халиме оказывается в темнице, Дильруба освобождается из заточения, а Менекше лишают всего имущества и высылают из дворца. Во время церемонии восхождения на трон Османа Мехмед выражает сомнения насчёт правильности этого решения. Пока Искендер заявляет о претензиях на османский престол, Повелитель отчитывает Кёсем и высылает её назад в Старый Дворец. Прошло три года. Кёсем во время посещения семьи бедняка видит Искендера, а султан Осман принимает решение насчёт военного похода против Польши. У Мелексимы рождается сын, шехзаде Омер. Мехмед после встречи с Повелителем выражает опасения насчёт того, что Осман рано или поздно предаст его казни. Дильруба навещает Мустафу, состояние которого только ухудшилось. Сафие отчитывает своего сына за попытку увидеть Кёсем и встречается с Лалой Омером-пашой. Осман обнаруживает участников тайного совещания совета дивана и казнит лично великого визиря Гюзельдже Али-пашу, а после запрещает Кёсем видеться со своими сыновьями и уничтожает подложное султанское завещание. Старшая дочь Кёсем Айше получает от главного евнуха Сулеймана-аги якобы написанную от имени своей матери записку, что Мехмеду нужно бежать в корпус янычар, иначе султан казнит его. Хотя шехзаде скрывается в корпусе, Кёсем на глазах у Османа возвращает его во дворец. Шейх-уль-ислам Эсад-эфенди отказывает султану в фетве на казнь Мехмеда и рассказывает про это Кёсем. Осман выслушивает упрёки со стороны Кёсем и получает от казаскера фетву на казнь своего брата. |    |                                                                |                                                               |                                           |                              |                          |
| 28 | 28 | «Küçük Buzul Çağı...» «Малый ледниковый период»                | Ягыз Альп Акайдын, Мерт Байкал                                | Йылмаз Шахин                              | 2,5                          | 26 мая 2016              |
| Кёсем требует от Лалы Омера, чтобы он помешал Осману казнить брата. Дженнет сообщает султанше, что Повелитель уже получил фетву на казнь Мехмеда. Кара Давуд-паша сообщает Дильрубе, что янычары готовы идти в Топкапы на защиту старшего сына Кёсем султан. Кёсем с помощью Зюльфикара-паши пытается спасти Мехмеда, но Осман всё равно предаёт казни своего брата. Бездыханное тело шехзаде выносят из дворца и Кёсем горько плачет над ним. Наступает чрезвычайно холодная зима 1621—1622 гг. Кёсем в разговоре с Османом упрекает его в гибели Мехмеда, а Сафие и Искендер обсуждают дальнейшие действия. Повелитель знакомится с дочерью шейх-уль-ислама Акиле-хатун, а Кёсем лишает жизни казаскера, выдавшего фетву на казнь её сына. Давуд-паша узнаёт о Искендере от слуги Сафие султан Абаза-аги. Осман женится на Акиле-хатун и отправляется на войну с Речью Посполитой. На рынке Кёсем сталкивается с Искендером, а Повелитель узнаёт о неудачах его армии под Хотином. Сафие отказывается раскрыть перед Давудом-пашой и Дильрубой местонахождение Искендера и Халиме приговаривает её к смерти. Но в самый последний момент вмешиваются Зюльфикар и Бюльбюль-ага и спасают султаншу. Зюльфикар-паша по приказу Кёсем следит за тем, как Искандер подрывается на корабле, который он заминировал. Все это видит Хюмашах и в гневе говорит мужу, что разведётся с ним. Кёсем в то время говорит Сафие, что она сама отправила своего сына на гибель. |    |                                                                |                                                               |                                           |                              |                          |
| 29 | 29 | «Yüzüğün ve Kılıçların Ateşi..» «Кольцо, меч и пламя»          | Ягыз Альп Акайдын, Мерт Байкал                                | Йылмаз Шахин                              | 2,4                          | 2 июня 2016              |
| Недовольные янычары во главе с Мансуром-агой предъявляют султану Осману свои требования. Кёсем сообщает Зюльфикару, что султан будет свергнут после возвращения из военного похода. Сафие султан прибывает в Топкапы и травит себя ядом в покоях валиде-султан. Кёсем становится обладательницей принадлежавшего в своё время Хюррем-султан кольца. Повелитель выполняет просьбу янычар и возвращается с армией в Стамбул. Халиме бросает упрёки Кёсем, а Осман отклоняет просьбу Зюльфикара и Хюмашах о разводе и раскрывает перед ними свои планы. На игрищах в дворцовом саду погибает шехзаде Омер. Кёсем встречается с агой корпуса янычар Али и требует от Халиме и Дильрубы объяснений. Осман пытается выслать Кёсем, но встречается с сопротивлением янычар. Кара Давуд-паша заключает союз с Мансуром-агой и это приводит к бунту янычар в столице, вести о котором вскоре доходят до Повелителя. Бюльбюль-ага прячет сыновей Кёсем в вакфе, но туда проникают мятежники и шехзаде оказываются в руках Келендира-аги и Дильрубы султан. Мустафа освобождается из заключения, а Осман вынужден выдать бунтовщикам Сулеймана-агу и великого визиря Дилявера-пашу. Кара Давуд-паша приказывает Мансуру-аге идти в султанские покои, где Осман вместе с Зюльфикаром-пашой уже приготовился к сопротивлению. |    |                                                                |                                                               |                                           |                              |                          |
| 30 | 30 | «Dem-û Devran» «Эпоха кровопролития»                           | Ягыз Альп Акайдын, Мерт Байкал                                | Йылмаз Шахин                              | 2,7                          | 9 июня 2016              |
| Осман успевает сбежать в последний момент и Али-ага даёт ему убежище в Ага-капы — резиденции командующего корпуса янычар. Халиме объявляет перед Кёсем свои условия и уходит вместе с Мустафой и Дильрубой в корпус янычар. Кёсем прощает Османа и оставляет его вместе с Хюмашах и Мелексимой. Зюльфикар-паша встречается с улемом и агами янычарского корпуса и те соглашаются дать защиту Повелителю. Келендир-ага пытается сжечь заживо детей Кёсем, а из-за Дильрубы и Лала Омера-паши Дженнет погибает от рук мятежников. На глазах у Халиме и Давуда Мансур-ага и его люди убивают Зюльфикара-пашу и Али-агу, узнав о местонахождении Османа. Мятежные янычары, убив бывшего великого визиря Охрили Хюссейна-пашу, берут в плен Повелителя и, раздев до исподнего, доставляют под градом оскорблений и издевательств в корпус на суд. Однако вмешивается Кёсем и её верные люди дают убежище сверженному султану в мечети корпуса янычар. Хюмашах прощает Зюльфикара, а, благодаря Бюльбюлю-аге, происходит спасение сыновей Кёсем. Осман, на которого совершается покушение, произносит речь перед янычарами, а дочь Сафие предлагает Акиле-хатун искать спасение в бегстве. Шехзаде Мурад видит то, как султана Османа отвозят на телеге в Едикуле. Пока Кёсем спешит на помощь Осману, Кара Давуд предаёт сверженного султана казни, а затем показывает его отрезанное ухо Халиме. Султанша клянётся отомстить за смерть Османа и горюет над телом пасынка. Хюмашах совершает неудачную попытку спасти от гибели детей Акиле, рождённых от султана Османа, и позднее уезжает в Египет. Халиме выдаёт на расправу янычарам Давуда-пашу, который перед смертью видится с Кёсем. Возмездие настигает участников янычарского бунта во главе с Мансуром-агой и Килиндиром-агой, Халиме, Дильрубу, Лала Омера-пашу. Мустафа до конца жизни заключается в кафес. Кёсем султан и шехзаде Мурад выходят к подданным и последние скандируют их имена. |    |                                                                |                                                               |                                           |                              |                          |

### Сезон 2 (2016—2017)
| № | #  | Название                                                    | Режиссёр      | Сценарист    | Зрители Турции (в миллионах) | Оригинальная дата показа |
| --- | -- | ----------------------------------------------------------- | ------------- | ------------ | ---------------------------- | ------------------------ |
| 1 | 31 | «Demir Yumruk» «Железный кулак»                             | Чагатай Тосун | Йылмаз Шахин | 4,1                          | 18 ноября 2016           |
| 1632 год. Сипахи поднимают бунт и убивают выданных Кёсем близких к султану людей, в том числе и бывшего великого визиря Хафиза Ахмеда-пашу. Кёсем советует своему сыну Мураду вступить в переговоры с мятежниками. Султан выходит к сипахам и показывает им своих братьев шехзаде Баязида, шехзаде Касыма и шехзаде Ибрагима, затем он просит Аллаха помочь в усмирении всех его врагов. Папа римский получает весть, что дочь князя Трансильвании Габора Бетлена - принцесса Фарья убила его племянника и бежала в Османскую империю. Лалезар-калфа сообщает Кёсем, что султан покинул Топкапы. На самом деле, султан видится с муфтием Яхьей-эфенди, который дарит ему оберег. Великий визирь Топал Реджеп-паша и Синан-паша сообщают о случившемся предводителю антиосманского тайного общества-священнику Корнелиусу. Султан в ходе поединка с одним из предводителей мятежных сипахов узнаёт о предательстве Топала-паши и навещает его семью. Хаджи-ага сообщает Кёсем, что во время заседания «аяк диване» Повелитель убил великого визиря. Вдова Топала-паши Гевхерхан султан после беседы с братом-султаном падает в обморок на руки оруженосца Силахтара Мустафы-аги. Известный путешественник Эвлия Челеби рассказывает народу про случившееся, а Фарья Бетлен убивает переодетых людей Папы римского и знакомится с Мурадом. Кёсем поздравляет с назначением на должность великого визиря Табанияссы Мехмеда-пашу и пытается утешить свою дочь Гевхерхан. Между Силахтаром и сестрой Мурада Атике султан происходит тайная встреча. Султан даёт аудиенцию австрийскому посланнику и требует объяснений от Фарьи. Известный инженер-изобретатель Хезарфен Ахмед Челеби рассказывает Эвлии про свою мечту — полететь в небо и объясняет султану смысл письма, касающегося принцессы. Мурад берёт с собою Баязида в рейд против мятежных сипахов и после совместной поездки с Фарьей встречается с своей фавориткой Айше султан, узнавшей от Силахтара-аги про принцессу. В гареме Кёсем узнаёт о том, что султан лишает её полномочий регента. |    |                                                             |               |              |                              |                          |
| 2 | 32 | «Masal Diyarı» «Сказочная страна»                           | Чагатай Тосун | Йылмаз Шахин | 2,8                          | 25 ноября 2016           |
| Кёсем султан у себя в покоях даёт волю эмоциям. Яхья-эфенди приносит полученный из Каира султаном Селимом I Явузом Коран, на котором в присутствии султана сипахи, янычары и духовенство дают клятву верности. Пока Силахтар навещает принцессу Фарью Бетлен, Синан-паша сообщает священнику Корнелиусу о начале разлада в отношениях между Повелителем и валиде. Кёсем требует от Мурада объяснений, а Айше во время встречи с Синаном-пашой видит принцессу во время прогулки по рынку. Люди из общества священника Корнелиуса совершают покушение на Фарью, пытаясь сжечь её корабль, однако султан приходит на помощь принцессе и доставляет её в дворец Топкапы, что не нравится валиде. Кёсем делает выговор Силахтару-аге, а султан отказывается предоставить принцессе Фарье войско для борьбы за трансильванский трон. Приставленный следить за действиями валиде ага корпуса янычар Кеманкеш Кара Мустафа становится свидетелем посещения Кёсем и её кирой Эстер-хатун дергяха. Дядя Фарьи трансильванский князь Иштван Бетлен приказывает найти мать Фарьи - Екатерину Бранденбургскую и даёт понять, что не боится султана Мурада. Силахтар находит любовницу Топала-паши и его внебрачного сына. На празднике в гареме Атике султан знакомит Фарью с Кёсем, а после принцесса встречается с Мурадом. Валиде сообщает Фарье о том, что та отправляется в Ускюдар. Султан допрашивает пленного помощника священника Корнелиуса и сбрасывает его со стены. |    |                                                             |               |              |                              |                          |
| 3 | 33 | «Hainler her yerde!» «Предатели вокруг»                     | Чагатай Тосун | Йылмаз Шахин | 2,1                          | 2 декабря 2016           |
| Атике требует от валиде объяснить, почему она выслала Фарью в Ускюдар. Сама Фарья подвергается нападению со стороны людей Папы Римского и Синан-паша пытается её убить. Пока султан спасает принцессу, Кёсем требует от Халиля-паши узнать о сипахах, которые напали на дом Эстер-хатун. Мурад обвиняет валиде в покушении на Фарью, а сама Кёсем ставит на место Айше-султан. Первый поцелуй султана и принцессы. Кеманкеш становится свидетелем того, как по приказу валиде убивают одного из мятежников, виновных в нападении на киру Кесем-Эстер-хатун. Повелитель побеждает в схватке на поясах Дели Гуссейна-пашу и упрекает Айше. Наложница султана и мать его детей, Айше султан, вынуждена обратиться за помощью к Силахтару-аге, однако получает прощение от Мурада. Султан устраивает ночную облаву на мятежных сипахов, а Силахтар встречается с Эстер и проводит с ней ночь. Пока Фарья даёт Атике уроки обращения с мечом, Иштван Бетлен берёт в заложники её мать и посылает сообщение султану. Великий визирь сообщает Кёсем, что Мурад задумал военный поход на Трансильванию. Повелитель упрекает валиде в том, что она проворачивает дела за его спиной. Фарья вынуждена оставить свиную голову в покоях султана, так как от этого зависит жизнь её матери. |    |                                                             |               |              |                              |                          |
| 4 | 34 | «Hislerin gölgesinde» «В тени чувств»                       | Чагатай Тосун | Йылмаз Шахин | 1,8                          | 9 декабря 2016           |
| В присутствии Кёсем, Мурад приходит в бешенство из-за обнаруженной свиной головы и приказывает Силахтару-аге найти того, кто сделал это. Принцесса успела сбежать в свои покои, хотя её ранили патрульные солдаты во главе с Дели Гуссейном-пашой. Несмотря на это, султан узнаёт правду и приказывает бросить в темницу принцессу и её служанку мадам Маргариту. На глазах у Хезарфена ,Эвлия вступает в спор о том, кто правит Османским государством, султан или валиде. Пока в присутствии Мурада Силахтар допрашивает принцессу, Атике не верит обвинениям в адрес Фарьи, хотя позднее меняет своё мнение. Шехзаде Касым сообщает валиде о скором приезде матери шехзаде Баязида Гюльбахар султан, которая была в ссылке. Сама бывшая наложница Ахмеда I ставит на место замешанную в прелюбодеянии служанку, а её слуга Зейнель-ага убивает любовника. Синан-паша сообщает священнику Корнелиусу об аресте принцессы и отчитывает мятежных сипахов за их самовольные действия. Баязид рад приезду своей матери, в отличие от Кёсем султан. Султан узнаёт о поездке наместника Боснии Абаза Мехмеда-паши в Трансильванию. Сипахи дают маленькому сыну убитого по приказу Кёсем султан мятежника Мехмеду задание — убить валиде. Иштван Бетлен издевается над Екатериной Бранденбургской и узнаёт о подготовке османов к походу против его. Наложница султана Элеанора-хатун проводит ночь с шехзаде Касымом, а Гюльбахар-султан встречается с Синаном-пашой. Кёсем узнаёт, что султан якобы отправился на охоту в Бурсу, а заодно и принял решение о участи принцессы. Фарью немые палачи доставляют к Мураду. Во время поездки Кёсем султан в дергях сипахи нападают на обитель и ранят Кеманкеша, а мальчик Мехмед совершает покушение на валиде. |    |                                                             |               |              |                              |                          |
| 5 | 35 | «Hançer Yarası» «Кинжальная рана»                           | Чагатай Тосун | Йылмаз Шахин | 1,9                          | 16 декабря 2016          |
| Фарья объясняет султану причину своего поступка и получает прощение. Шехзаде Баязид прибывает в обитель и, узнав от Мелике, что Кёсем-султан пропала, допрашивает пойманного сипаха. Айше посещает мадам Маргариту в темнице и узнаёт о покушении на валиде-султан. Шехзаде Касым выходит на поиски своей матери. Синан-паша говорит Гюльбахар султан, что именно он стоит за напавшими на обитель сипахами. Султан Мурад приезжает в столицу и берёт дело о покушении на валиде под свой контроль. Один из мятежников пытается убить Повелителя, но погибает от рук Фарьи. Пока Силахтар делает Гевхерхан султан ценный подарок, а Дели Гуссейн находит Мехмеда, одна из наложниц по приказу Гюльбахар убивает мятежника-сипаха в темнице. Мурад находит свою мать вместе с Кеманкешем и доставляет их в Топкапы. Нарин-калфа рассказывает своей госпоже, что Фарью не казнили,а отослали в особняк Инджили. Кёсем приходит в себя. Ибрагим предупреждает Касыма о возможных последствиях его связи с наложницей. Мадам Маргариту выпускают из темницы, а Кёсем благодарит Кеманкеша за своё спасение. Гевхерхан-султан благодарит Силахтара за то, что он помогает в воспитании её сына Селима. Силахтар ага признаётся в любви стихами Гевхерхан султан, та отвечает, что не верит ему и не сделает вид, что слышала этих слов. Синан–паша сообщает о случившемся священнику Корнелиусу. Атике устраивает встречу Мурада и Фарьи. Тем временем из Стамбула высылаются все, кто имеет связь с иезуитами, но священник Корнелиус остаётся в столице, благодаря Синану-паше. Валиде прощает мальчика Мехмеда и приказывает выпустить его из заточения. Атике застаёт Силахтара в доме Эстер–хатун и требует объясниться. Абаза Мехмед–паша доставляет в Стамбул голову убитого Иштвана Бетлена, и Фарья воссоединяется с матерью. Султан проводит ночь с Фарьей, но утром обнаруживает, что она покинула дворец вместе с матерью и мадам Маргаритой. |    |                                                             |               |              |                              |                          |
| 6 | 36 | «Ateş ile Barut» «Порох и огонь»                            | Чагатай Тосун | Йылмаз Шахин | 1,7                          | 23 декабря 2016          |
| Мурад возвращает во дворец Фарью, что радует Атике, в отличие от Айше султан. Кёсем султан отчитывает Касыма после того, как обнаружила его вместе с Элеанорой-хатун. Ибрагим рассказывает Баязиду про отношения между Касымом и наложницей. Гюльбахар рассказывает Айше про то, почему Кёсем её выслала в Старый Дворец. Лалезар-калфа говорит валиде, что Элеанора беременна. Гевхерхан получает письмо с признанием в любви от Силахтара-аги. Валиде навещает Касыма в его покоях, а позже объявляет Гюльбахар, что она отправится в Амасью. Персидский посол дарит султану лук, который фактически невозможно натянуть. Гюльбахар узнаёт о связи Касыма с наложницей, а Синан-паша ведёт разговор с шейх-уль-исламом о Яхье-эфенди. В Стамбул приезжает бывший наместник Анатолии Ильяс-паша. Фарья получает в подарок от Мурада дворец в качестве нового места жительства. Хезарфен рассказывает Повелителю о своей мечте - совершить полёт в небо. Зейнель-ага говорит своей госпоже, что Синан-паша похитил Элеанору-хатун, и Гюльбахар шантажирует этим Кёсем. Султану удаётся натянуть персидский лук, в отличие от других, кто попытался сделать это. Нарин нанимает для Айше шпионку, чтобы следить за действиями принцессы. Корнелиус даёт Ильясу-паше задание - поднять мятеж против султана. Силахтар говорит Атике, что не женится на ней. Пока Мурад становится свидетелем откровенного разговора Фарьи и её гувернатки, в хамаме Гюльбахар попадает в устроенную валиде ловушку. |    |                                                             |               |              |                              |                          |
| 7 | 37 | «Karanlık, Dipsiz Kuyu!» «Тёмный, бездонный колодец»        | Чагатай Тосун | Йылмаз Шахин | 1,7                          | 30 декабря 2016          |
| Пока Фарья жалуется султану на то, что её считают османской пленницей, Кёсем уходит ни с чем, ничего не узнав от Гюльбахар про наложницу. Ибрагим обвиняет Баязида в том, что он раскрыл тайну Касыма перед своей матерью. Гевхерхан упрекает Силахтара, потому что он разбил сердце Атике. Эвлия помогает Хезарфену найти место, откуда можно было бы совершить полёт. Кёсем просит своего сына-султана оставить в Топкапы Гюльбахар-султан. Баязид получает от своей матери ценный урок. Гюльсум-хатун рассказывает Айше-султан про визит Повелителя к принцессе. Зейнель-ага выдаёт Мелике Элеанору, однако она кончает жизнь самоубийством прямо перед покоями валиде-султан. Фарья и Атике совершают поездку в дергях и видятся там с Эстер-хатун. Кёсем-султан отчитывает свою служанку, а Силахтар берёт дело, связанное с Элеанорой, под свой личный контроль. Ильяс-паша просит у киры значительную денежную сумму для подготовки мятежа, а позже встречается с Корнелиусом и Синаном-пашой. Валиде вынуждена раскрыть перед Мурадом правду о Касыме, однако тут же падает в обморок. Повелитель рассказывает Фарье про то, какие испытания он прошёл перед тем, как взойти на султанский трон. Кёсем-султан узнаёт, что она больна диабетом, и обвиняет Гюльбахар в раскрытии тайны Касыма. Главный повар Бейнам-ага вынужден сознаться перед принцессой в том, что ему приказали добавлять в её еду противозачаточное лекарство. Пока Эстер пытается узнать у Силахтара причину охлаждения к ней, а валиде обещает Абаза Мехмеду-паше место в совете дивана, Мурад под воздействием речей шейх-уль-ислама назначает Ильяса-пашу наместником провинции Шам. Фарья пытается выяснить отношения с Айше и Кёсем и рассказывает мадам Маргарите о случившемся. Валиде приказывает лишить Фарью возможности стать матерью, но оказывается, что принцесса беременна. Султан заточает шехзаде Касыма в кафесе. |    |                                                             |               |              |                              |                          |
| 8 | 38 | «Kalbe İnen Zehir…» «Яд, отравляющий сердце»                | Чагатай Тосун | Йылмаз Шахин | 1,7                          | 13 января 2017           |
| Кёсем-султан по возвращении в Топкапы узнаёт о том, что Касым оказался в кафесе, и это повергает её в шок. Фарья узнаёт о визите валиде в её дворец и своей беременности. Выясняется, что Бейнама-агу и Мелике-хатун выслали из дворца. Мурад и Атике рады беременности принцессы, в отличие от Айше-султан. Айше получает ценный совет от Гюльбахар-султан и по её приказу распространяют в народе порочащие Фарью слухи. Лалезар становится хазнедар гарема и узнаёт, что наложница Ханифе-хатун рассказала Силахтару про Элеанору и Касыма. Баязид считает себя и свою мать виновниками в произошедшем с Касымом. Валиде обещает своему сыну, что он выйдет из заточения, и просит Фарью отказаться от брака с Мурадом. Ильяс-паша прибывает в Шам и поднимает мятеж против султана, и эта весть доходит до Корнелиуса и Синана-паши. Гевхерхан узнаёт от Атике о связи Силахтара Мустафы с Эстер. Гюльбахар обнаруживает в свой постели труп убитой по приказу Кёсем Ханифе-хатун. Султан узнаёт, что Корнелиус остался в Стамбуле, и выходит на его поиски, но обнаруживает только труп убитого Синаном-пашой священника. Шейх-уль-ислам получает жёсткие упрёки от Повелителя и позднее встречается с валиде по этому поводу. Эстер недовольна разрывом отношений с Силахтаром. Ибрагим в разговоре с матерью выражает беспокойство насчёт своей участи. Хезарфен совершает пробный полёт. Кёсем пытается выяснить, есть ли тайная связь между Силахтаром и Атике. Пока Синан становится во главе антиосманского общества, Мурад отправляется на подавление мятежа Ильяса-паши. Гюльбахар предлагает Ахизаде Хюсейну-эфенди союз, направленный на вступление шехзаде Баязида на султанский трон. В присутствии Айше-султан толпа нападает на принцессу и мадам Маргариту. |    |                                                             |               |              |                              |                          |
| 9 | 39 | «Adaletin Okları!» «Стрелы справедливости»                  | Чагатай Тосун | Йылмаз Шахин | 1,6                          | 20 января 2017           |
| Султану Мураду снится то, как в его шатёр приезжает неизвестный всадник на чёрном коне. Кёсем-султан сообщает Фарье, что она потеряла ребёнка. Эвлия и Хезарфен рассказывают, что в крепость Ильяса-паши ведёт тайный ход. Айше-султан в разговоре с валиде отрицает свою причастность к нападению на принцессу. Пока Кеманкеш берёт связанное с покушением на Фарью дело под свой контроль, сама Фарья нападает в хамаме на наложницу султана и эта новость доходит до валиде. Отряд султанских воинов берёт штурмом крепость мятежников, однако Силахтар получает серьёзное ранение. Мурад убивает Ильяса-пашу из персидского лука. По приказу Кёсем-султан предают смертной казни виновных, в нападение на Фарью людей, причём Гюльбахар-султан приходит на помощь Айше. Ибрагим общается с Касымом в присутствии Гевхерхан и Атике. Повелитель возвращается в Стамбул и утешает принцессу , а затем отчитывает Айше и нападает на рыночного торговца. Пока Атике навещает Силахтара в лазарете, Эвлия рассказывает народу про поход султана на Шам и казнь Ильяса-паши. Шехзаде Баязид выступает против тайных встреч своей матери и Синана-паши. Яхья-эфенди разъясняет Мураду значение его сна. Касым освобождается из заточения в кафесе, что радует Кёсем-султан. Ночью Фарья проникает в покои Айше с кинжалом и нападает на неё. |    |                                                             |               |              |                              |                          |
| 10 | 40 | «Süphe tohumlari» «Семена сомнения»                         | Чагатай Тосун | Йылмаз Шахин | 1,9                          | 27 января 2017           |
| Пока Фарья преподаёт Айше-султан ценный урок, Гевхерхан навещает раненого Силахтара Мустафу. Хранитель покоев отчитывает принцессу из-за нападения на Айше. Валиде благодарна Мураду за освобождение Касыма из заточения. Ибрагим не даёт Баязиду увидеться с Касымом. Синан-паша говорит шейх-уль-исламу, что султан сам уничтожит любовь и уважение народа к нему из-за репрессий. Пока Повелитель женится на Фарье, Кеманкеш на глазах у Дели Гуссейна казнит множество повинных в нападении на принцессу людей. Однако это не нравится Кёсем и она отчитывает своего сына-султана. Во дворце происходит консумация брака Мурада и Фарьи. Кеманкеш узнаёт от Ферхата-аги о неспокойствии в янычарском корпусе, а на Ахизаде Хюсейна-эфенди сыплется поток жалоб шокированного массовой казнью народа. Эстер в ходе разговора с Силахтаром замечает платок Гевхерхан в его покоях. Валиде вводит Фарью в гарем, но говорит, что Мурад женился на ней из-за жалости. Султан даёт понять Айше, чтобы она смирилась с его решением насчёт брака с принцессой. Касым узнаёт, что Баязид раскрыл его связанную с Элеанорой тайну. Кёсем обещает оказать помощь родственникам казнённых и встречается со своими сторонниками. Мурад навещает шейх-уль-ислама, а вечером устраивает для своих родных торжественный приём. Доведённая до отчаяния Айше нападает на Фарью, но тут же падает в обморок из-за свой беременности. Мурад узнаёт о встрече Баязида и верховного муфтия и том, что некоторые янычары грабят народ. В руки Кёсем-султан попадает письмо Екатерины Бранденбургской к её дочери и валиде отдаёт его в руки принцессы во время поездки в дергях. Бейнам-ага и его родственница Калика-хатун становятся совладельцами таверны. Пока Айше под нажимом шантажа со стороны Гюльбахар делает слепок с печати Кёсем, Мурад становится свидетелем поединка между Баязидом и Касымом. |    |                                                             |               |              |                              |                          |
| 11 | 41 | «Bir devrin yangini!» «Пожар революции»                     | Чагатай Тосун | Йылмаз Шахин | 1,5                          | 14 февраля 2017          |
| Мурад недоволен поединком между братьями и ,отчитав Баязида, узнаёт, что Кёсем-султан раздала деньги янычарам. Хотя Лалезар застаёт Айше в покоях валиде-султан, султанская наложница приносит Гюльбахар слепок с печати. Эстер замечает то, что Силахтар вернул Гевхерхан её платок. Пока султан отчитывает свою мать, Бейнам-ага жалуется на произвол янычар в отношении народа. Баязид знакомится с Каликой. Мурад уничтожает янычарскую шайку в таверне и навещает корпус. Касым говорит валиде, что против Повелителя готовится мятеж и во главе его стоит сын Гюльбахар-султан. Мураду снится, что он встречается в пострадавшем от пожара Стамбуле с «чёрным всадником». Валиде огорчена поступком Кеманкеша-аги. Лекарша говорит Фарье, что её беременность будет посланным от Аллаха чудом. Хезарфен совершает полёт в небо, но получает вместе с Эвлией от Мурада повеление — отправиться в Анатолию на разведку. Кира говорит Атике, что знает про тайную возлюбленную Силахтара Мустафы. Султанская сестра видит Гевхерхан вместе с хранителем покоев у Мраморного павильона и совершает попытку покончить жизнь самоубийством. Халиль-паша сообщает Кёсем-султан о гибели её самых верных людей на корабле в столичном порту. В Стамбуле начинается грандиозный пожар и эта весть доходит до Повелителя. Мурад спасает ребёнка из горящего дома, но приходит в удивление от помощи со стороны Баязида во время тушения пожара. Пока шехзаде приходит на помощь Калике, Гюльбахар просит Синана-пашу вернуть во дворец её сына. Утром валиде приходит в шок от тех разрушений, которые вызвал пожар в Стамбуле, и видится с Эстер-хатун. Спасённая от смерти Фарьей Атике говорит принцессе о чувствах между Силахтаром и Гевхерхан. Кёсем узнаёт от Лалезар, что она видела Айше в её покоях, и допрашивает наложницу. Некая пострадавшая от пожара женщина говорит в лицо султану, что лучше бы шехзаде Баязид был на троне, а не он сам. |    |                                                             |               |              |                              |                          |
| 12 | 42 | «Ya devlet basa ya kuzgun lese» «Либо власть, либо смерть»  | Чагатай Тосун | Йылмаз Шахин | 1,5                          | 21 февраля 2017          |
| Атике не рада визиту своей сестры в покои. Кёсем-султан говорит Гюльбахар, что слепок с печати, поддельные письма и пожар в столице это следствие её интриг. В ответ мать шехзаде Баязида напоминает валиде о причастности к гибели султана Османа и низвержению Мустафы Безумного с трона, а затем видится со своим сыном. Мурад вспоминает про чрезвычайно холодную зиму, которая была после казни его старшего брата Мехмеда, а затем рассказывает Фарье про случившееся в городе. Айше обвиняет Гюльбахар в том, что она сделала её соучастницей преступления. Религиозный проповедник Кадизаде-эфенди говорит, что пожар в Стамбуле есть следствие людских грехов. Кёсем-султан видится с обвинившей Повелителя в некомпетентности хатун, однако ей становится плохо и она рассказывает Кеманкешу про свою болезнь. Баязид говорит брату-султану, что никогда не предаст его. Бейнам и Калика подвергаются нападению сторонников Кадизаде-эфенди. Пока Мурад требует выяснить причины пожара в Стамбуле, Эстер даёт Кёсем-султан совет — женить Абаза Мехмеда-пашу на Гевхерхан. Сама Гевхерхан узнаёт от Атике, что она знает о её отношениях с Силахтаром-агой. Верная Гюльбахар-султан наложница отдаёт Хаджи-аге слепок с печати, однако убивает себя прямо на глазах Кёсем-султан. В хамаме между Гевхерхан и Атике происходит ссора, но Фарья сообщает об этом валиде и она отчитывает своих дочерей, а затем и Силахтара Мустафу. Гюльбахар узнаёт об отправке всех наложниц гарема в Старый Дворец и о том, что ей запрещено выходить из Топкапы. Пока Мурад ставит на место вздумавших ограбить оружейную лавку янычар, Кёсем сообщает Атике и Гевхерхан о том, что выдаст их замуж. Силахтар признаётся Повелителю в чувствах к Гевхерхан. Шпион Касыма становится свидетелем того, как Баязид посещает таверну Бейнама-аги и дарует свободу янычару Хюсреву-аге. Султан узнаёт о любви Атике к хранителю покоёв, что приводит в ужас Гевхерхан. Синан-паша убивает обвинившую Мурада в некомпетентности хатун и приказывает повесить её труп в людном месте. Повелитель после встречи с Кадизаде-эфенди принимает решение посетить дядю Мустафу в кафесе. |    |                                                             |               |              |                              |                          |
| 13 | 43 | «Yasaklarini sultani» «Султанские запреты»                  | Чагатай Тосун | Йылмаз Шахин | 1,5                          | 28 февраля 2017          |
| Безумный дядя преподаёт Мураду ценный урок. Повелитель издаёт указы о закрытии таверн, запрете табака и вина, и т.д., хотя такие суровые меры не всем нравятся, в отличие от Кадизаде-эфенди. Ставший визирем дивана Абаза Мехмед-паша сообщает валиде, что Кеманкеш Кара Мустафа-ага назначен командующим корпуса янычар. Айше-султан становится свидетельницей тайной встречи Гюльбахар и Синана-паши. Фарья утешает Атике, увидевшую вместе с Гевхерхан то, как Силахтара уводят в неизвестном направлении. Кёсем не верит словам Касыма, что шехзаде Баязид хочет занять султанский трон, а позже предупреждает Мурада о последствиях его запретов. Силахтар-ага остаётся в обители шейха Сиваси-эфенди, где он должен 40 дней и ночей поститься. Кеманкеш становится свидетелем того, как в Стамбуле сносят таверны, а затем казнит повинных в грабеже янычар. В гарем прибывают новые девушки, что радует Айше-султан. Мурад получает донесение от наместника Анатолии Ядыгара-паши, где говорится о преступлениях кади Изника. Хюсрев-ага попадает в руки Кёсем-султан и она лишает его жизни на глазах у Баязида. Во время прогулки по городу Фарья рассказывает Повелителю про попытку самоубийства Атике и на её глазах Мурад казнит нарушителя его запретов. Валиде узнаёт от невестки, что Гюльбахар повинна в деле с печатью и пожаром. Касым говорит Ибрагиму про разлад в его отношениях с Баязидом. Сиваси-эфенди навещает Кадизаде-эфенди. Синан-паша говорит Гюльбахар, что он послал Ядыгару-паше приказ — убить султана. Кади Изника получает по заслугам, что, однако, шокирует шейх-уль-ислама. В Бурсе Мурад знакомится со служанкой бейлербея Анатолии Санавбер-хатун. Кади Стамбула попадает в устроенную валиде и Абаза Мехмедом-пашой ловушку. Фарья при помощи мадам Маргариты запирает Нарин-калфу в комнате, подозревая, что Айше-султан подкинула ей письмо про Гюльбахар. Кёсем-султан и шехзаде Баязид становятся свидетелями тайного совещания у Ахизаде Хюсейна-эфенди. Пока люди Ядыгара-паши нападают на Касыма и Ибрагима, Санавбер пытается убить Мурада. |    |                                                             |               |              |                              |                          |
| 14 | 44 | «Ihanetin karinesi» «Презумпция измены»                     | Чагатай Тосун | Йылмаз Шахин | 1,4                          | 7 марта 2017             |
| Мурад узнаёт от Санавбер о замыслах Ядыгара-паши. Покушение на шехзаде проваливается, хотя Ибрагим испытывает панический приступ страха. Эстер становится свидетельницей встречи Гюльбахар и Синана-паши, однако мать шехзаде Баязида ставит её на место. Кёсем-султан ставит перед Баязидом сложный выбор. Повелитель приказывает Кеманкешу и Дели Гуссейну найти пашу-предателя и узнаёт от Санавбер её историю. Гюльбахар и Зейнель-ага оказываются в темнице. Валиде узнаёт от Фарьи об исчезновении Эстер-хатун, которая на самом деле оказалась в руках у Синана-паши. Ядыгар-паша получает по заслугам. Касым говорит Ибрагиму, что Баязид стоит за покушением на них и султана. Шейх-уль-ислам отказывается бежать из Стамбула от предстоящего гнева Повелителя, а затем встречается с Кёсем-султан. Фарья узнаёт от Лалезар про то, что Санавбер стала фавориткой султана. Мурад получает донесение от матери и возвращается в Стамбул, где отправляет в отставку Ахизаде Хюсейна-эфенди. Пока Абаза Мехмед-паша казнит виновных в заговоре представителей духовенства, Зекерьязаде Яхья-эфенди становится новым шейх-уль-исламом. Кёсем пытается успокоить своего младшего сына, перед которым встала проблема - страх смерти. На глазах у Гевхерхан происходит конфликт между Касымом и Баязидом. Зейнель-ага умирает от отравления. Повелитель предаёт казни Ахизаде Хюсейна-эфенди, что повергает в шок валиде. Сиваси-эфенди навещает Силахтара Мустафу. Баязид защищает свою мать перед братом-султаном, однако Гюльбахар все равно остаётся в темнице. Санавбер проводит время с Мурадом в его покоях, что, однако, расстраивает Фарью. Срок наказания Силахтара подходит к концу и он возвращается в Топкапы, свидетелем чему становится Гевхерхан. Гюльбахар посылает принцессе письмо, где раскрывает правду про Айше-султан. |    |                                                             |               |              |                              |                          |
| 15 | 45 | «Ask ölümdür!» «Любовь — это смерть!»                       | Чагатай Тосун | Йылмаз Шахин | 1,5                          | 14 марта 2017            |
| Фарья показывает мадам Маргарите письмо Гюльбахар и затем отдаёт его в руки Мурада. Баязид навещает свою мать в темнице. Кёсем-султан обнаруживает тело покончившей жизнь самоубийством соперницы. На самом деле, Гюльбахар спасается из темницы и, благодаря своему сыну и Синану-паше, укрывается у Калики-хатун. Между Силахтаром и Гевхерхан происходит встреча возле Мраморного павильона. Султан запирает Айше в её покоях, а валиде отбирает у своей невестки детей. Сиваси-эфенди осуждает казнь бывшего шейх-уль-ислама, в отличие от Кадизаде-эфенди. Повелитель после встречи с религиозным проповедником прилюдно убивает нарушителя его запретов. Кёсем-султан встречается с Санавбер, а затем устраивает для своих сыновей и дочерей торжественный приём. Пока Атике удивлена тем, что выйдет замуж за хранителя покоев, Фарья устраивает бурную сцену ревности в покоях Мурада. Повелитель издаёт запрет на чтение погребальной молитвы в честь Ахизаде Хюсейна-эфенди, но один человек его нарушает. Гюльбахар опасается, что отношения с Каликой принесут вред её сыну. Валиде узнаёт, что Гевхерхан предназначена в жены Кеманкешу. Синан пытается узнать от Эстер месторасположение тайной сокровищницы Кёсем-султан. Ага корпуса янычар сообщает Силахтару о решении султана - женить его на Гевхерхан. Мурад пытается казнить шейха Сиваси-эфенди, но отказывается сделать это. Синан рассказывает Гюльбахар про болезнь валиде и отсылает в Топкапы голову убитой киры. Гевхерхан возвращает хранителю покоев его подарок. В столицу из Боснии приезжает отец Силахтара. Кёсем-султан выслушивает от Кеманкеша признание в любви и навещает Гевхерхан в её покоях. Выясняется, что Санавбер это персидская шпионка. Пока у Айше-султан начинаются роды, в гареме во время свадебного праздника Гевхерхан кончает жизнь самоубийством на глазах у брата-султана, сестры и матери. |    |                                                             |               |              |                              |                          |
| 16 | 46 | «Ölmedin ölmek!» «Умереть, не умерев!»                      | Чагатай Тосун | Йылмаз Шахин | 1,3                          | 21 марта 2017            |
| В связи со смертью Гевхерхан дворец погружается в траур, причём с Ибрагимом на похоронах сестры случается приступ. Кёсем-султан рассказывает Мураду про то, что она в своё время спасла султана Ахмеда от оспы с помощью старой знахарки, но на определённых условиях. У Айше рождается дочь по имени Исмихан Кая. Гюльбахар узнаёт от Синана-паши про Санавбер. Ибрагим и хранитель покоев винят Атике в смерти Гевхерхан. Мурад вместе со своей матерью навещает Айше в её покоях, однако выносит для султанской наложницы смертный приговор, о чем становится известно Фарье. Силахтар получает от своего отца жалобу на Абаза Мехмеда-пашу, однако визирь дивана всё отрицает и валиде находится на его стороне. Айше после беседы с Силахтаром кончает жизнь самоубийством и травит своих детей ядом, что повергает в шок Повелителя и Кёсем-султан. Мурад уезжает из Стамбула в неизвестном направлении, но падает с лошади. Сиваси-эфенди спорит с Кадизаде-эфенди насчёт методов правления султана, причём сторонники религиозного проповедника громят таверну Бейнама-аги. Пока народ узнаёт о смерти Айше и её детей, Кёсем приказывает Силахтару найти Мурада. Фарья чувствует вину за то, что рассказала своей сопернице про султанское решение о казни, а затем присоединяется к хранителю покоев и Дели Гуссейну в поисках. Лалезар становится свидетельницей встречи Санавбер и Идриса-аги. Валиде сообщает членам совета дивана, что она берёт управление государством в свои руки. Баязид узнаёт от своей матери, что его брат-султан пропал. Касым обнаруживает Гюльбахар и её сына, однако Калика его оглушает. Кеманкеш сообщает Кёсем-султан, что обеспокоенный слухами о смерти падишаха народ пришёл во дворец. Мурад обнаруживает, что «чёрный всадник» — это его воображаемый двойник, и тонет в болоте. |    |                                                             |               |              |                              |                          |
| 17 | 47 | «En büyük düsman!» «Самый большой враг»                     | Чагатай Тосун | Йылмаз Шахин | 1,4                          | 28 марта 2017            |
| Выясняется, что Мурад после падения с лошади встретился с призраком султана Османа и имел беседу с ним. На самом деле, Повелитель видится с лесным отшельником-колдуном, который делает ему мрачное предсказание, и затем спасается из болота, где его находят Дели Гуссейн и Фарья. Кеманкеш пытается отговорить валиде от её затеи, однако она выходит к народу и на глазах у Синана-паши заставляет его разойтись с помощью смелой речи. Ибрагим и Атике сообщают своей матери об исчезновении Касыма. Гюльбахар находит себе новое убежище в виде подземного зала собраний антиосманского тайного общества. Пока Баязид отчитывает Синана-пашу, Кеманкеш обнаруживает Касыма в таверне и доставляет его во дворец. Кёсем-султан не верит словам своего сына, что её соперница жива. Мурад возвращается в Топкапы и проводит время со своей новорождённой дочерью. Валиде узнаёт от хранителя покоев, что Фарья стала причиной смерти Айше и её детей. Атике жалуется принцессе на несчастную жизнь рядом с супругом. Между Касымом и Баязидом происходит драка. Яхья-эфенди сообщает Повелителю о принятых Кёсем-султан за время его отсутствия решениях. Валиде встречается с шпионом Касыма, а затем оправдывается перед сыном-султаном за свои действия. Кеманкеш допрашивает Калику-хатун и на глазах у Баязида, Касыма и валиде раскапывает мнимую могилу Гюльбахар. Пока Кёсем обрушивает упрёки на голову Фарьи, Мурад на глазах у Сиваси-эфенди ставит на место одного городского жителя. Ага корпуса янычар узнаёт, что причина жестокости Мурада кроется в событиях, связанных с низвержением и смертью султана Османа. Валиде принимает решение собрать экстренное совещание государственных мужей. Мурад приказывает Баязиду казнить Калику-хатун. |    |                                                             |               |              |                              |                          |
| 18 | 48 | «Gölgenin gölgesi» «Тень тени»                              | Чагатай Тосун | Йылмаз Шахин | 1,4                          | 4 апреля 2017            |
| Синан-паша становится свидетелем того, как Мурад посещает созванное валиде совещание дивана. Баязид, казнив Калику-хатун, возвращается в Топкапы. Султан требует объяснения от Абаза Мехмеда-паши и шейх-уль-ислама, а затем объявляет своей матери, что она отправится в Старый Дворец. Однако Кёсем встречает в штыки такое решение сына и ей становится плохо от переизбытка эмоций. Пока Касым навещает Баязида в его покоях, Ибрагим просит Мурада отменить наказание для валиде. В Стамбул приезжает поэт Омер Нефи-эфенди, который рассказывает падишаху про персидского наместника Еревана Эмира Гюне-хана. Нарин-калфа рассказывает Санавбер про смерть своей госпожи и её детей и причастность к этому Фарьи. Касым выражает в беседе с матерью беспокойство насчёт своей судьбы. Лалезар-хатун видит то, как валиде отказывается уезжать в Старый Дворец. Кеманкеш рассказывает Мураду про болезнь Кёсем-султан и султан вынуждает свою мать отправиться в Эдирне после угрозы, касающейся его младших братьев. Армянский католикос встречается с Абаза Мехмедом-пашой, но об этом узнаёт Силахтар Мустафа и решает погубить визиря дивана. Баязид видится с матерью и соглашается на борьбу против брата-султана. Мурад принимает решение насчёт похода на Ереван, а затем становится свидетелем поэтического поединка между Нефи-эфенди и шейх-уль-исламом. Синан-паша встречается с Ферхатом-агой в корпусе. Гюльбахар отправляет в Старый Дворец послание преданным ей наложницам - убить валиде. Падишах знакомится с пьяницей Мустафой Бекри. Фарья отчитывает хазнедар за то, что она отправила Санавбер к Мураду. Фаворитка рассказывает Повелителю про причастность Фарьи к смерти Айше и её детей. Абаза Мехмед-паша получает взятку от католикоса, о чем узнаёт Дели Гуссейн-паша. Покушение на Кёсем-султан проваливается из-за Касыма и валиде, понимая, что Гюльбахар жива, принимает решение - посадить его на султанский трон. Султан приказывает казнить Фарью, но узнаёт, что его жена беременна. |    |                                                             |               |              |                              |                          |
| 19 | 49 | «Şerbet sadakat» «Шербет верности»                          | Чагатай Тосун | Йылмаз Шахин | 1,5                          | 11 апреля 2017           |
| Кеманкеш узнаёт от валиде, что Гюльбахар жива. Касым сообщает Баязиду про покушение на Кёсем-султан. Фарья говорит Мураду, что её сердце разбито. В гареме узнают о беременности принцессы, что не нравится Санавбер и Нарин-калфе. Силахтар обнаруживает падишаха пьяным в его покоях. Возле мнимой могилы Гюльбахар на глазах у Кеманкеша происходит конфликт между Кёсем-султан и шехзаде Баязидом. Синан сообщает Гюльбахар, что покушение на валиде провалилось. Напряжённость в отношениях между Фарьей и хранителем покоев нарастает. Мурад требует объяснения от Касыма и Баязида. Валиде требует найти Гюльбахар за награду в 10 000 золотых. Абаза Мехмед-паша лишается должности, а Силахтар вместе с Дели Гуссейном вводится в состав совета дивана. Кёсем рассказывает Мураду про покушение на её жизнь и отчитывает Силахтара. Мурад побеждает Баязида в поединке и встречает Мустафу Бекри во время прогулки по столице. Силахтар казнит по султанскому приказу Абаза Мехмеда-пашу и отчитывает Атике за то, что она пожаловалась на него валиде. Фарья получает гарем в управление. Падишах вспоминает про предсказание старого лесного отшельника, а затем отправляется в поход на Ереван. Пока Кёсем возвращается в Топкапы, а Халиль-паша узнаёт про Гюльбахар-султан, Эмир Гюне-хан посещает султана в его лагере под видом посла, свидетелем чего становится Нефи-эфенди. Санавбер сообщает Идрису-аге, что валиде задумала поймать Гюльбахар, но попадает в руки Фарьи. Мать шехзаде Баязида встречается с персидским послом, но сталкивается с султанским отрядом во главе с Кёсем. Ферхат-ага совершает покушение на Повелителя, которое, однако, проваливается. |    |                                                             |               |              |                              |                          |
| 20 | 50 | «Kan revan!» «Реки крови»                                   | Чагатай Тосун | Йылмаз Шахин | 1,6                          | 18 апреля 2017           |
| Гюльбахар спасается бегством, благодаря вмешательству Синана-паши и его людей. Более того, отравленная Санавбер-хатун валиде падает в обморок и её доставляют в Топкапы. Баязид на глазах у Силахтара обнаруживает, что Ферхат-ага убил подставного султана. Мурад с сожалением говорит брату о предательстве и после ареста янычар-заговорщиков отчитывает Кеманкеша. Фарья выдаёт Санавбер хазнедар, однако султанская фаворитка спасает Кёсем от смерти. Повелитель вспоминает про все связанные с Баязидом моменты в прошлом. Участники янычарского заговора во главе с Ферхатом-агой получают по заслугам. Султан просит у Яхьи-эфенди фетву на казнь брата. Пришедшая в себя валиде допрашивает невестку и Санавбер, а Хаджи-ага рассказывает Касыму, Атике и Фарье про болезнь своей госпожи. Турецкая армия обстреливает обречённую на произвол судьбы Ереванскую крепость из пушек. Нефи-эфенди встречается с Эмиром Гюне-ханом и последний выдвигает условия — решить судьбу Еревана в ходе поединка. Главный евнух арестовывает Идриса-агу, однако предатель кончает жизнь самоубийством на глазах у Кёсем. Одновременно Санавбер нападает на Фарью, но принцесса убивает её. Шейх-уль-ислам даёт падишаху фетву на казнь Баязида. Эмир Гюне-хан проигрывает поединок с Мурадом и сдаёт Ереван туркам. Повелитель принимает решение идти на Тебриз, а сам отсылает Баязида в сопровождении Кеманкеша в Стамбул. Нефи-эфенди получает запрет на литературную деятельность. Кёсем получает от Мурада письмо касательно участи Баязида и вспоминает про то, как она в прошлом пыталась ликвидировать братоубийственный закон султана Мехмеда Фатиха о наследовании трона. Сын Гюльбахар-султан получает от Синана-паши предложение — бежать под защиту шаха Ирана, но отказывается и посылает своей матери прощальное письмо. В Стамбуле происходят празднества по случаю захвата Еревана, на которых Мустафа Бекри попадает в неприятности. Ибрагим просит мать защитить Баязида, однако Кёсем-султан отказывается сделать это и сообщает Баязиду о его участи. Мурад узнаёт, что валиде решила возвести на трон шехзаде Касыма. Пока у Фарьи начинаются роды, Гюльбахар спешит в Топкапы на помощь своему сыну. Повелитель вспоминает про то, как он в детстве играл с Баязидом. Палачи убивают шехзаде Баязида, что вызывает у Ибрагима приступ истерического смеха, а у валиде — поток горьких слёз. |    |                                                             |               |              |                              |                          |
| 21 | 51 | «Simsir agaclarinin ardinda...» «Под самшитовыми деревьями» | Чагатай Тосун | Йылмаз Шахин | 1,4                          | 25 апреля 2017           |
| Гюльбахар видит тело Баязида в личных султанских покоях и обвиняет Кёсем-султан в смерти своего сына, но валиде отрицает это и бросает соперницу в темницу. Старый отшельник напоминает Мураду, что один из его братьев станет османским султаном. Ибрагим вспоминает, как в детстве прятался с Баязидом в самшитовой роще. Народ и двор с почётом встречают падишаха, вернувшегося с победой в столицу. Касым догадывается о причине вынужденной поездки своей матери в Старый Дворец. Семья, за исключением шехзаде Ибрагима, поздравляет Мурада с триумфом, причём Исмихан подросла, а Фарья родила двойню. Пока Повелитель узнаёт от валиде о последних новостях, Силахтар знакомит Атике с Эмиром Гюне-ханом. Гюльбахар горюет по своему казнённому сыну и видится с Синаном-пашой. Пока валиде видится с бывшим персидским наместником Еревана, султан навещает Ибрагима в его покоях, а затем читает прощальное письмо, которое Баязид отправил своей матери. Атике в беседе с валиде выражает беспокойство насчёт своего младшего брата. Джафер-ага говорит Кеманкешу, что многие в корпусе янычар недовольны казнью Ферхата-аги. Гюльбахар просит Мурада похоронить её сына рядом с султаном Ахмедом, однако она не выдаёт Синана-пашу Повелителю. Силахтар конфликтует с агой корпуса янычар и даёт падишаху ценный совет. Валиде обещает Ибрагиму, что не допустит его казни. Султан издаёт указ о переходе трона от отца к сыну, о чем Синан-паша сообщает Кёсем-султан. Ибрагим рассказывает Атике про ночь, когда Халиме-султан приказала казнить всех детей Кёсем султан мужского пола, в том числе и султана Османа, когда он был ещё шехзаде. Мурад бросает своей матери открытый вызов и валиде принимает решение созвать тайное совещание совета дивана. Силахтар узнаёт, что Эмир Гюне-хан поменял имя и стал султанским советником. Фарье становится известно о планах Кёсем-султан от Синана-паши и она даёт весть об этом Мураду. Пока падишах отчитывает шейх-уль-ислама, Хаджи-ага говорит валиде, что её отношения с Кеманкешем напоминают отношения между Хандан султан и Дервишем-пашой. Хранитель покоев рассказывает Повелителю историю про властную византийскую императрицу Ирину и её сына Константина VI Слепого. Лалезар-хатун становится свидетельницей того, как Ибрагима и Касыма уводят в неизвестном направлении. Мурад сообщает своей матери, что заточил своих младших братьев в кафесе. |    |                                                             |               |              |                              |                          |
| 22 | 52 | «Siham-i kaza...» «Стрелы беды»                             | Чагатай Тосун | Йылмаз Шахин | 1,6                          | 2 мая 2017               |
| Атике-султан находит в Галатской башне труп Силахтара Мустафы. Одновременно султан Мурад вместе с мадам Маргаритой и Лалезар-калфой обнаруживает подвешенное к потолку тело Фарьи Бетлен. Кеманкеш сообщает валиде, что выполнил её задание, а именно избавился от хранителя покоев и принцессы. Халиль-паша доставляет Гюльбахар в дергях, где Кёсем султан выносит ей смертный приговор. Султанская сестра сообщает Мураду о смерти Силахтара и разгневанный падишах, прибыв в обитель, требует объяснений от своей матери. Однако Кёсем сваливает вину на Гюльбахар и позднее утешает Атике. Синан-паша спасает Гюльбахар султан от гибели и делает ей предложение. Находясь в комнате с телами Силахтара и Фарьи, безутешный в своём горе Мурад беседует с Эмиром Гюне-ханом. В таверне Мустафа Бекри становится свидетелем того, как Нефи читает стих в грубой форме про Повелителя и его двор. Пока валиде навещает Касыма и Ибрагима, Мурад получает жалобу на поэта от Тахира-эфенди и приказывает найти его. Атике берёт к себе на службу мадам Маргариту. Падишах отдаёт судьбу Нефи-эфенди на рассмотрение Байраму-паше и последний казнит поэта. Прошло 2 года. Дети Фарьи шехзаде Сулейман и шехзаде Селим подросли, а на территории Топкапы построили Ереванский павильон. Мурад на заседании совета дивана объявляет, что совершит поход на Багдад. Кесем вместе с Атике и внуками посещает дергях, однако из-за невнимательности Атике няня передаёт сыновей Фарьи Синану-паше и Гюльбахар. Мурад узнаёт от Хаджи-аги об исчезновении своих детей и сваливает вину на валиде-султан. Синан-паша передаёт падишаху записку от Гюльбахар и в султанской усыпальнице мать шехзаде Баязида ставит перед Мурадом условия: она вернёт Сулеймана и Селима, если Касым и Ибрагим будут казнены. Однако Мурад сажает Гюльбахар в темницу, где Кеманкеш подвергает её пыткам с допросами, а сам сообщает валиде, что знает о её причастности к смерти Фарьи и Силахтара. Атике сообщает Касыму о замыслах Гюльбахар султан. Вскоре находят предательницу и Мурад пытается с помощью её найти своих детей, однако Синан-паша уже спрятал похищенных шехзаде в другом месте. Пока Повелитель говорит Эмиру Гюне-хану про сложный выбор, который стоит перед ним самим, Ибрагим рассказывает Касыму про свой кошмарный сон. Мурад хитростью заставляет Гюльбахар вернуть ему Сулеймана и Селима и убивает её на глазах у Синана-паши. Валиде узнаёт от бывшего персидского наместника Еревана о хитрой выдумке своего сына-султана. Мурад вновь упрекает свою мать и она жалуется на это Кеманкешу. Пока Атике на глазах у Синана-паши сообщает падишаху, что Сулейман и Селим больны чумой, Кёсем султан на тайном собрании своих сторонников решает свергнуть Мурада с султанского трона и заключить его в кафес. |    |                                                             |               |              |                              |                          |
| 23 | 53 | «Kış bulutları...» «Зимние тучи»                            | Чагатай Тосун | Йылмаз Шахин | 1,5                          | 9 мая 2017               |
| Кёсем-султан снится, что она находит возле кафеса во время снегопада тело Касыма. Мураду сообщают о смерти сыновей и он на глазах у валиде и Лалезар-калфы падает в обморок из-за болезни. Атике навещает вместе с племянницей и мадам Маргаритой султанскую усыпальницу. Пока покои с больным Мурадом закрываются на время, валиде на глазах у капудан-паши принимает решение вывести из кафеса своих сыновей. Между Кеманкешем и Юсуфом-пашой происходит серьёзный разговор. Синан-паша возле могилы Гюльбахар говорит Якубу-эфенди, что смерть падишаха будет только на руку валиде. Мурад приходит в себя на время. Атике и Ибрагим обсуждают сложившееся положение. Касым получает от матери в подарок перстень своего отца. В корпусе янычары и государственные чиновники приветствуют валиде и её сыновей, что не нравится Дели Гуссейну-паше. Однако ситуация резко меняется, когда в сопровождении Юсуфа-паши в корпус приходит вставший с постели Повелитель. Разгневанный Мурад предлагает своим братьям убить его самого с помощью янычарской сабли и возвращает их в кафес. В личных султанских покоях Кёсем-султан пытается объяснить данную ситуацию своему сыну и позднее сама упрекает Юсуфа-пашу. Яхья-эфенди получает от Повелителя приказ — даровать фетву на казнь Касыма, но скрывает это от Кёсем-султан. Лекарь Эмир Челеби получает награду за то, что исцелил падишаха. Пока Юсуф-паша показывает Мураду план Багдадской крепости, валиде приказывает казааскеру объявить, что её сын-султан не совсем психически здоровый. Касым и Хаджи-ага находят раненого Ибрагима, который учинил разгром в своих покоях из-за приступа. Атике узнаёт, что Кёсем-султан хочет свергнуть Повелителя с трона, и требует объяснения от матери. Касым вспоминает в беседе с братом про своего отца султана Ахмеда. Мурад видится с сестрой и дочкой, однако ночью он подвергается нападению, за которым стоят Кеманкеш-паша и валиде-султан, и оказывается в покоях своего безумного дяди. Причём выясняется, что падишах узнал о покушении на него от Синана-паши, а Юсуф-паша пришёл к нему на помощь. Дели Гуссейн сообщает Кеманкешу о провале плана валиде по свержению Мурада и оглушает его. В разгар снегопада Ибрагим выходит из кафеса, однако он замечает тени палачей и делает предупреждение своему брату. Касым отказывается верить этому, что приводит его к гибели. Кёсем-султан проникает в кафес и видит, что один сын мёртв, а другой сын за пределами шимшырлыка находится. Ибрагим пытается вместе с валиде спастись от неминуемой смерти, однако на их пути встаёт сам султан Мурад в сопровождении палачей. |    |                                                             |               |              |                              |                          |
| 24 | 54 | «Daire-i adalet!» «Место справедливости»                    | Чагатай Тосун | Йылмаз Шахин | 1,5                          | 16 мая 2017              |
| Мурад, несмотря на противодействие своей матери, собирается казнить Ибрагима, однако меняет своё решение в разгар землетрясения. Атике идёт в кафес и там видит забившегося в угол Ибрагима и валиде рядом с трупом Касыма. Султан сообщает Юсуфу-паше, что Аллах послал ему знак с целью — не допустить казни Ибрагима. Кёсем-султан снимает с пальца Касыма перстень своего покойного мужа и ведёт беседу со своим сыном. Пока Дели Гуссейн защищает перед Повелителем Кеманкеша, сам капудан-паша встречается с Хаджи-агой и Халилем-пашой. Дворец опять погружен в траур, причём Кёсем на глазах у Атике чуть не лишается чувств во время выноса гроба с телом своего казнённого сына. Юсуф-паша сообщает султану, что валиде готова выставить в качестве претендента на трон Ибрагима. Атике становится свидетельницей того, как Хаджи-ага отводит в темницу её мать. Синан-паша во время встречи с Якубом-эфенди говорит, что настала пора погубить Халиля-пашу. Ибрагим видит в бывших покоях Касыма призрак брата. Мурад узнаёт от сестры, что она была осведомлена о планах валиде. Кёсем во сне общается с призраком Касыма, который просит возмездия, а позже видится с Кеманкешем. Султан на заседании совета дивана отчитывает венецианского посланника и последний просит помощи у Синана-паши. На глазах у Хаджи-аги валиде-султан объявляет голодовку. Мурад выпускает из темницы свою мать, но перед этим Кёсем говорит своему сыну, что он не заслуживает османского престола. Лекарь Эмир Челеби на глазах у Синана сообщает валиде о том, что Повелитель болен циррозом. Мурад объясняет Ибрагиму, почему он спасся от гибели. Атике получает от брата-султана гарем в управление. Кёсем наказывает Кеманкешу следить за Ибрагимом и сообщает ему, что Мурад погибнет из-за неправильного лечения. Повелитель отправляется в поход на Багдад, а мадам Маргарита принимает ислам и становится хазнедар гарема под именем Мелек-хатун. Пока венецианский посол просит помощи у валиде, Халиль-паша ставит на место хатун из борделя и арестовывает Якуба-эфенди. Кеманкеш Кара Мустафа рассказывает Ибрагиму про то, как он стал в своё время искусным лучником. Мурад показывает иностранному гостю своё искусство в метании копья. Валиде узнаёт о предательстве Синана-паши и посещает подземный зал собраний антиосманского общества. Мурад в шатре Ибрагима видит то, как его младший брат спрятался в яме под ковром. Паша-предатель оказывается в руках Кёсем-султан. Обеспокоенный странным поведением своего брата Повелитель получает сообщение о том, что валиде приказала лекарям добавлять в его лекарство яд. |    |                                                             |               |              |                              |                          |
| 25 | 55 | «Bağdat fatihi!» «Завоеватель Багдада»                      | Чагатай Тосун | Йылмаз Шахин | 1,3                          | 23 мая 2017              |
| Лекарь Ясеф-эфенди подтверждает, что Эмир-челеби получил приказание от валиде убить султана. Юсуф-паша рассказывает падишаху историю про мать арабского халифа Харуна аль-Рашида аль-Хайзуран. Кёсем выдаёт успевшего убить в темнице Якуба-эфенди Синана на расправу народу, но вмешивается Тахир-паша и возвращает предателя в темницу, а заодно и арестовывает Халиля-пашу. Атике сообщает матери, что это она предотвратила приказ о казни паши. Прошло 3 месяца. На военном совете великий визирь Байрам-паша сообщает султану о сопротивлении со стороны персидского гарнизона Багдада. Молодой прислужник по имени Осман просит Мурада взять его на поле боя. Султан присылает матери голову Эмира Челеби. Атике показывает Мелек-калфе письмо от Мурада, раскрывающее правду о смерти Фарьи и Силахтара, и запрещает валиде покидать гарем. Персидский военачальник отказывается капитулировать перед султанской армией, на что Мурад произносит боевую речь перед воинами. Турки и персы бросаются в рукопашную схватку и одновременно османская артиллерия наносит удары по Багдадской крепости. Байрам-паша вместе с молодым Османом погибает на поле боя. Мурад с помощью Дели Гуссейна убивает командующего армией персов, но на время теряет сознание от полученных ран. Кеманкеш-паша становится новым великим визирем и получает от Мурада приказ продолжить боевые действия против шаха Сефи до победного конца. Бывший султан Мустафа I говорит Кёсем, что она стала похожей на Сафие-султан из-за своей жажды власти. Султан с победой возвращается в столицу, но его встречают только Атике и Исмихан Кая с Мелек-калфой. Выясняется, что Халиль-паша сбежал из темницы. Валиде узнаёт о новом назначении Кеманкеша и видится с Ибрагимом в кафесе. Мураду становится известно, что его состояние здоровья ухудшилось. В хамаме Зарифа-хатун признаётся Ибрагиму в любви. Пока валиде узнаёт о том, что дни Повелителя сочтены, Юсуф-паша обнаруживает Мурада в бессознательном состоянии. Атике во время визита в кафес говорит своему брату, что он должен стать следующим султаном в случае смерти Мурада. Кёсем выслушивает упрёки со стороны своего сына-султана, который увидел во сне, что он заперт в кафесе, а валиде возвела Ибрагима на султанский трон. Атике говорит матери, что не простит ей смерть принцессы и хранителя покоев. Зарифа-хатун делает все возможное, чтобы забеременеть от шехзаде. Синан-паша видится с Повелителем. Дели Гуссейн сообщает Мураду о том, что персидский шах запросил мир. Больной падишах принимает решение избавиться от младшего брата и безумного дяди и отдать османский трон крымскому хану. |    |                                                             |               |              |                              |                          |
| 26 | 56 | «Dört kanatli kus!» «Четыре крылатых ангела»                | Чагатай Тосун | Йылмаз Шахин | 1,9                          | 30 мая 2017              |
| Мурад вспоминает про наставления своей матери перед церемонией восхождения на трон. В вакфе Кёсем султан и Хаджи-ага попадают в ловушку Юсуфа-паши и Синана-паши, но получают спасение от Кеманкеша и Халиля-паши. Повелитель сажает на корабль своего безумного дядю и Мустафа I там погибает. Ибрагим чудом спасается от гибели, благодаря своей сестре и Дели Гуссейну-паше. Капудан-паша обманывает султана, сказав, что выполнил его повеление — казнил шехзаде Ибрагима. Валиде перед тронным залом дворца Топкапы требует от сына-султана объяснений, но падает в обморок на время, узнав, что Мурад остался в качестве последнего представителя мужского рода династии Османов. Атике устраивает встречу валиде и Ибрагима в тайных покоях. Синан навещает Кеманкеша и Халиля-пашу в темнице, а после сообщает Юсуфу-паше о тайных отношениях Кёсем султан и великого визиря. Дели Гуссейн переходит на сторону валиде. Мурад в разговоре с Ясефом-эфенди понимает близость своей смерти. Халиль-паша лишается головы на плахе, однако Кёсем султан спасает Кеманкеша с помощью верных ей янычар. Повелитель, отчитав шейх-уль-ислама и узнав от Юсуфа-паши о случившемся, падает в обморок на глазах у своей матери. Мурад вспоминает про своего друга, прежнего хранителя покоев Мусу Челеби, которого валиде выдала на расправу мятежным сипахам, и про первое в своей жизни заседание совета дивана. Пока Дели Гуссейн рассказывает Кеманкешу про Ибрагима, сам шехзаде узнаёт, что его фаворитка беременна. Мурад понимает, что его младший брат спасся от гибели, благодаря предательству капудан-паши. Кёсем рассказывает великому визирю про планы своего сына-султана. Мураду становится плохо после того, как он потребовал от Атике раскрытия убежища Ибрагима. Пока валиде узнаёт о беременности Зарифы-хатун, падишаху становится известно от лекаря Адема-эфенди, где прячется Ибрагим. Юсуф-паша пытается забрать в личные султанские покои для казни шехзаде Ибрагима, но он вынужден отступить перед Атике, Мелек-калфой, капудан-пашой и великим визирем. Перед смертью Мурад вспоминает про то, как он в своё время подарил розу валиде. Кёсем султан становится свидетелем смерти своего сына-падишаха и со слезами на глазах выходит на балкон. |    |                                                             |               |              |                              |                          |
| 27 | 57 | «Gayrimeşru şehzade!» «Внебрачный шехзаде»                  | Чагатай Тосун | Йылмаз Шахин | 2,4                          | 6 июня 2017              |
| Хаджи-ага сообщает валиде, что Ибрагим не верит вестям о смерти султана Мурада. Кеманкеш показывает Ибрагиму тело Мурада и полубезумный шехзаде идёт в личные султанские покои, где Кёсем провозглашает его новым правителем Османского государства. Беременную Зарифу-хатун отправляют в кафес, где она через некоторое время рожает сына Османа. Пока Синан-паша погибает от руки великого визиря, а Хаджи-ага избавляется от Ясефа-эфенди, Дели Гуссейн убивает Юсуфа-пашу. Кёсем-султан надевает принадлежавшее султану Ахмеду кольцо на палец Ибрагима и становится свидетелем его речи во время церемонии восхождения на трон. Наступает 1644 год. Евнух Сулейман-ага сообщает хасеки Турхан-султан, матери шехзаде Мехмеда, о том, что Повелитель приехал из Эдирне с новой фавориткой, и наложница идёт к валиде жаловаться. Ибрагим вместе с Телли Хюмашах посещает своего личного врача Джинджи Ходжу. Великий визирь на заседании совета дивана отчитывает венецианского посла. Атике приводит на устроенный валиде праздник заточенных в кафесе Зарифу и её сына, что вызывает конфликт между Повелителем и Турхан, в ходе которого шехзаде Мехмед получает травму. Кёсем узнаёт, что её сын-султан намерен провозгласить Османа наследником трона, и сообщает об этом Кеманкешу. Турхан вступает в конфликт с Зарифой в гареме и объединяется с валиде против матери бастарда. По повелению Кёсем главный евнух и великий визирь сажают на идущий в Египет корабль Зарифу и Османа, но они вскоре оказываются в руках венецианских пиратов. Султан в шоке от принятого решения валиде и вводит Джинджу Ходжу в состав совета дивана в целях противовеса Кеманкешу, что не нравится Кёсем. Атике отчитывает свою мать, а затем делает предупреждение великому визирю. Повелитель отчитывает Турхан и проводит ночь с Телли Хюмашах. Мехмед-паша Кёпрюлю, который до этого попросил об услуге венецианского дипломата, узнаёт от Турхан её истинные планы — стать валиде-султан и посадить на трон шехзаде Мехмеда. Кеманкеш ставит перед послом Венеции выбор: возвращение в Стамбул Османа и его матери или война. Дели Гуссейн сообщает Ибрагиму об участи Османа и его матери и разгневанный падишах объявляет своей матери, что она отправляется в ссылку в Египет. |    |                                                             |               |              |                              |                          |
| 28 | 58 | «Hain din ve devlet!» «Предатель религии и государства»     | Чагатай Тосун | Йылмаз Шахин | 1,3                          | 13 июня 2017             |
| Валиде-султан заставляет Ибрагима вспомнить про ночь смерти Касыма, однако султан говорит своей матери, что обязан спасением Аллаху. Атике узнаёт от Мелек-калфы о ссылке валиде в Египет. Телли Хюмашах получает наказание от Турхан. Султан на заседании совета дивана принимает решение начать войну против Венеции, однако Кеманкеш выступает против его решений насчёт Кёсем-султан и Джинджи Ходжи. Кёсем не хочет отправляться в ссылку и принимает решение — созвать тайный совет государственных мужей. Между великим визирем и казааскером Анатолии происходит конфликт. Турхан сомневается в решении валиде — использовать янычар на церемонии «улуфе» и позже пишет поддельный указ от её имени, который затем попадает в руки Кёпрюлю-паши. Атике советует своему брату-султану назначить для валиде другое наказание. Повелитель получает жалобу на Турхан от Телли Хюмашах и заставляет хасеки султан прислуживать ему за столом. Пока Кеманкеш-паша передаёт янычарам приказ Кёсем-султан, Сиявуш-ага навещает Джинджи Ходжу. Во время церемонии на глазах у падишаха янычары и сипахи принимаются за еду, а Кеманкеш лишается поста великого визиря и оказывается в кафесе. Однако Дели Гуссейн приходит на помощь своему старому другу и позже сообщает ему, что нашёл корабль, на котором можно было бы уехать из Стамбула. Валиде в шоке от произошедшего на церемонии и получает поддельный указ от Сиявуша-аги. Повелитель говорит Атике, что Юсуф-паша был прав насчёт тайных отношений между Кеманкешем и валиде. Кёсем отрицает перед Ибрагимом то, что помогла Кеманкешу сбежать, а позже просит Турхан передать паше кольцо. Шивекяр-хатун спасает султана от ужасных головных болей и за это получает в награду денежные доходы с Дамаска. Турхан предлагает Ибрагиму сделку: выдача Кеманкеша Кара Мустафы в обмен на уход Телли Хюмашах из дворца. Джинджи Ходжа арестовывает Кеманкеша и Атике сообщает об этом своей матери. Повелитель говорит валиде, что беглый паша будет предан казни на её глазах в вакфе. Однако из-за вмешательства капудан-паши на глазах у падишаха и Кёсем казнят совсем другого человека. Телли Хюмашах получает от Ибрагима покои валиде-султан и становится его невестой. Турхан узнаёт, что её предательство раскрыто, о чём Кёсем сообщает бывшему великому визирю. |    |                                                             |               |              |                              |                          |
| 29 | 59 | «Samur devri!» «Соболиная эпоха»                            | Чагатай Тосун | Йылмаз Шахин | 1,3                          | 20 июня 2017             |
| 1648 год. Турхан встречается с валиде и соглашается помочь ей свергнуть султана Ибрагима с трона, об этом становится известно Кеманкешу. Затем становится известно, что Ибрагим украсил дворец соболиным мехом и намерен жениться на Телли Хюмашах, родившей ему сына Орхана. В Топкапы доставляют портрет с изображениями Зарифе и её сына Османа, которые приняли христианскую веру, и падишах в гневе казнит хранителя покоев Юсуфа-пашу. Сиявуш-ага говорит Турхан, о том, что янычары полностью подчинены Кёсем-султан. Ибрагиму от одного сипаха становится известно о восстании против него. В гареме происходит праздник в честь заключения никяха Повелителя и Телли Хюмашах. Кёсем является на праздник во дворец, но султан портит ей настроение тем, что показывает портрет бастарда и его матери, а заодно и приказывает отдать Шивекяр, подаренные султаном Ахмедом серьги. Софу Мехмед-паша сообщает валиде, что великий визирь Хезарпаре Ахмед-паша совершил попытку отравить янычар. Пока Дели Гуссейн встречается с Кеманкешем, падишаху сообщают о том, что нашли тело отравленной по приказу Кёсем-султан ,Шивекяр. Ибрагим отчитывает Мехмеда-пашу и ведёт серьёзный разговор с матерью. Великий визирь оказывается в руках Кеманкеша и его выдают на расправу янычарам. Турхан отрицает перед Атике, что она замешана в планах валиде — свергнуть Повелителя с трона. Ибрагим в шоке от известий о смерти Хезарпаре Ахмеда-паши и волнениях янычар и после пытается задушить своего сына шехзаде Мехмеда. Турхан останавливает его, но на глазах у наложниц гарема с Ибрагимом случается приступ безумия, во время которого он борется с воображаемым Кеманкешем. Утром во дворце принимаются дополнительные меры безопасности, а Джинджи Ходжа спасается бегством. Валиде приказывает главе бостанджи уладить дело без пролития крови, однако на глазах у Кёсем и Турхан защитники дворца дают залп из ружей по восставшим янычарам. Разочарованная очередной интригой со стороны Турхан Кёсем сама выходит к янычарам, при этом Кеманкеш приходит ей на помощь с акынджи из числа представителей кочевников Анатолии. Пока в гареме готовятся к эвакуации, а Хюмашах и Атике приходят на помощь впавшему в отчаяние Ибрагиму, валиде даёт Турхан знать, что шехзаде Мехмед в её руках. Хасеки султан вынуждена согласиться на вступление на трон её сына и переход власти к Кёсем-султан в качестве регента. Пока валиде провозглашает своего внука в качестве нового султана, Кеманкеш — паша запирает сверженного падишаха, получившего от Хюмашах прощальный дар, в покоях покойного безумного султана Мустафы I. |    |                                                             |               |              |                              |                          |
| 30 | 60 | «Valide maktul!» «Валиде-мученица»                          | Чагатай Тосун | Йылмаз Шахин | 3                            | 27 июня 2017             |
| Атике-султан совершает неудачную попытку освободить Ибрагима из кафеса. На тайном собрании государственных мужей старшая валиде получает фетву от шейх-уль-ислама, в которой разрешение предать казни сверженного султана, и после просит совета у Кеманкеша. Турхан ссылает в Старый Дворец Телли Хюмашах и позже сообщает Кёсем о фирмане своего сына насчёт Ибрагима. Джинджи Ходжа получает по заслугам. Кёсем навещает своего сына в кафесе и становится свидетелем его смерти. Атике узнаёт от Мелек-хатун о случившемся и в гневе объявляет матери, что уедет из Топкапы вместе с Исмихан. Турхан узнаёт от Сиявуша-аги о смерти Ибрагима. В своём видении Кёсем выслушивает упрёки от Махпейкер-Насти, а затем убивает в сердцах свою служанку. 1651 год. Султан Мехмед решает объявить под влиянием своей матери о лишении Кёсем-султан регентских полномочий, однако на заседании совета дивана старшая валиде пресекает данную попытку. Кёсем намерена избавиться от своего внука-падишаха и посадить на трон сына Салихи Дилашуб- шехзаде Сулеймана, однако Кеманкеш категорически не согласен с ней, но позже соглашается с ней. Из-за предательства Лалезар-хатун Турхан спасает своего сына от смерти и серьёзно разговаривает с Кёсем. Кёсем предаёт казни раскрывшую её планы калфу, а затем решает осуществить государственный переворот с помощью янычар, но Кушчу Мехмед-ага сообщает об этом решении Турхан. Ночью Кёсем вспоминает вместе с Хаджи-агой своё прошлое и отправляет его в Башню Справедливости — дать условный сигнал её верным людям. Однако евнух попадает в ловушку и умирает от рук Сулеймана-аги. В гареме Турхан султана видит, как Кушчу Мехмед-ага массово убивает верных Кёсем людей, в том числе и наложниц. Сиявуш-паша берёт в плен Дели Гуссейна-пашу, а Мехмед-паша Кёпрюлю убивает Кеманкеша Кара Мустафу. Кёсем-султан запирается в своих покоях, доверив их защиту нескольким агам сама же прячется в тайной комнате. Салиха Дилашуб и её сын попадают в руки Сулеймана-аги, а Мехмед-ага захватывает покои валиде-султан. Сын давно убитого по приказу Кёсем сипаха, который в своё время пытался убить валиде в вакфе, находит султаншу и вместе с главным евнухом силой ведёт её в гарем. Сулейман-ага становится свидетелем смерти Кёсем-султан, а Турхан становится владелицей кольца, которым владела в своё время Хюррем-султан. |    |                                                             |               |              |                              |                          |